# Президентство Бориса Ельцина
Президентство Бори́са Е́льцина — период с 10 июля 1991 года по 31 декабря 1999 года, в течение которого  Борис Николаевич Ельцин занимал высшую государственную должность в РСФСР, а затем в Российской Федерации. Учреждение поста президента РСФСР было одобрено по результатам всероссийского референдума 17 марта 1991 года. Ельцин был избран первым президентом РСФСР по итогам выборов 12 июня 1991 года, набрав 57,30 % голосов. На второй срок он был избран по результатам президентских выборов в 1996 году, набрав во втором туре 53,82 % голосов.
В начале первого президентского срока Борис Ельцин противостоял попытке государственного переворота в Советском Союзе в августе 1991 года, подписал в декабре 1991 года Беловежские соглашения и Алма-Атинскую декларацию, после которых прекратил своё существование СССР, президент СССР Михаил Горбачёв ушёл в отставку, а союзные центральные органы власти были ликвидированы.

В декабре 1991 года Ельцин стал президентом независимой России (Российской Федерации). При нём были заложены основы российской государственности. Россия заняла место СССР на международной арене, в ООН, в «большой восьмёрке», МВФ и ВБ. Получив чрезвычайные полномочия от Съезда народных депутатов РСФСР, Ельцин сам возглавил Правительство РСФСР и в 1992 году вместе с Егором Гайдаром реализовал экономическую шоковую терапию с целью быстрого преобразования российской экономики из плановой в рыночную. К началу 1993 года Россия столкнулась с экономическим спадом, гиперинфляцией и падением уровня жизни. Это вызвало недовольство и критику со стороны Верховного Совета России, Съезда народных депутатов России и вице-президента России Руцкого. Осенью 1993 года Ельцин приказал неконституционно распустить парламент и съезд, в ответ съезд объявил ему импичмент. В октябре 1993 года лояльные Ельцину войска остановили восстание и арестовали его лидеров. В декабре 1993 года была принята новая конституция России с сильной президентской властью и избран новый парламент — Федеральное собрание. В 1994 году в попытке восстановить федеральный контроль над регионом Ельцин начал войну против чеченских сепаратистов, которая закончилась два года спустя выводом российских войск.
К началу второго срока здоровье Ельцина сильно ухудшилось после перенесённого инфаркта и операции на сердце. К работе он вернулся только в начале 1997 года. В 1997 году была начата военная реформа и проведена деноминация рубля. Однако из-за неудачной экономической политики правительства в области ценных бумаг в 1998 году произошёл экономический кризис, который привёл к подрыву доверия к национальной валюте, разорению большого количества малых предприятий, коллапсу банковской системы и падению уровня жизни. К 1999 году рейтинг Ельцина сильно снизился, а проблемы со здоровьем не позволяли ему активно заниматься работой. По этой причине, сменив нескольких глав правительства, Ельцин выбрал в качестве своего преемника на посту президента премьер-министра Владимира Путина и 31 декабря 1999 года досрочно ушёл в отставку .

## Первый президентский срок

### Избрание

Результаты президентских выборов в РСФСР 1991 года. Синим обозначены регионы, в которых победил Ельцин

12 июня 1991 года Ельцин был избран президентом РСФСР, получив 45 552 041 голос избирателей, что составило 57,3 % от числа принявших участие в голосовании, и значительно опередив Николая Рыжкова, который, несмотря на поддержку КПСС, получил всего лишь 16,85 % голосов. Это были первые в истории России всенародные выборы президента (президент СССР Михаил Горбачёв занял свой пост в результате голосования на Съезде народных депутатов СССР). Вместе с Борисом Ельциным был избран вице-президент Александр Руцкой. Основными лозунгами избирательной кампании Ельцина стали борьба с привилегиями номенклатуры и поддержание суверенитета России в составе СССР.
10 июля Борис Ельцин принёс присягу на верность народу России и российской Конституции и вступил в должность президента РСФСР. В связи со вступлением Ельцина в должность президента Съезд народных депутатов РСФСР освободил его от обязанностей председателя Верховного Совета и прекратил его депутатские полномочия. Народным депутатом СССР он формально оставался до распада СССР.
20 июля Ельцин подписал указ «О прекращении деятельности организационных структур политических партий и массовых общественных движений в государственных органах, учреждениях и организациях РСФСР», ставший одним из заключительных аккордов политики департизации и деидеологизации.

### Августовский путч и распад СССР

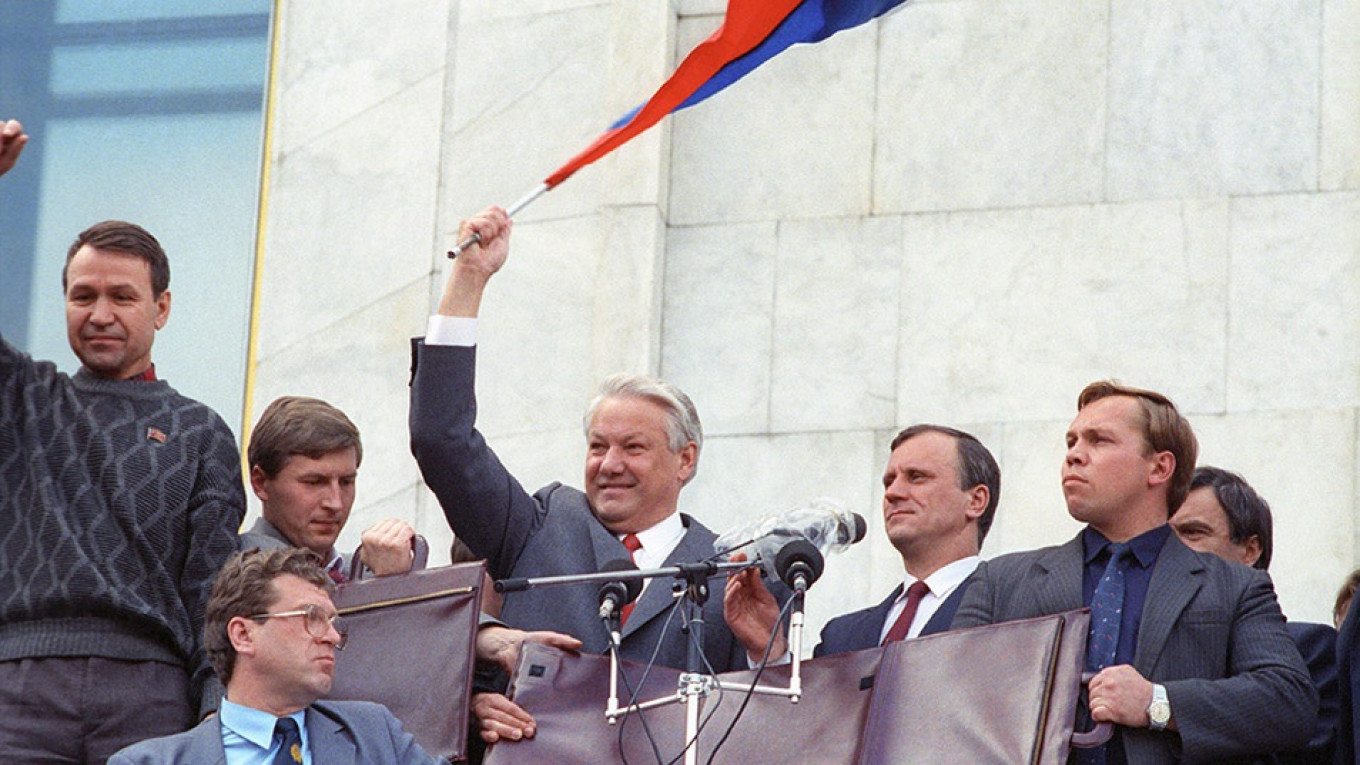
Борис Ельцин после поражения путча ГКЧП. 22 августа 1991

15 августа была опубликована окончательная редакция «Договора о Союзе суверенных государств». 20 августа новый союзный договор должны были подписать девять из пятнадцати союзных республик — Белоруссия, Казахстан, РСФСР, Таджикистан и Узбекистан, а осенью к ним могли присоединиться Азербайджан, Кыргызстан, Украина и Туркменистан.
19 августа, накануне подписания союзного договора, консервативно настроенные члены правительства, выступавшие против перестройки, объявили о создании ГКЧП и введении чрезвычайного положения в СССР, изолировав Михаила Горбачёва в Крыму и введя в Москву войска. Ельцин возглавил противодействие заговорщикам и превратил Дом Советов России («Белый дом») в центр сопротивления. Уже в первый день путча, выступая с танка Таманской дивизии перед Белым домом, он отказался подчиняться ГКЧП и объявил его действия «антиконституционным переворотом». Участники стихийного митинга начали создавать ополчение и возводить у Белого дома баррикады. Однако члены ГКЧП так и не решились отдать приказ о штурме Белого дома и подавлении сопротивления. Утром 21 августа начался вывод войск из Москвы в места постоянной дислокации. Члены ГКЧП вылетели в Крым. Вечером Горбачёв вернулся в Москву. С 22 по 29 августа 1991 года члены ГКЧП были арестованы.

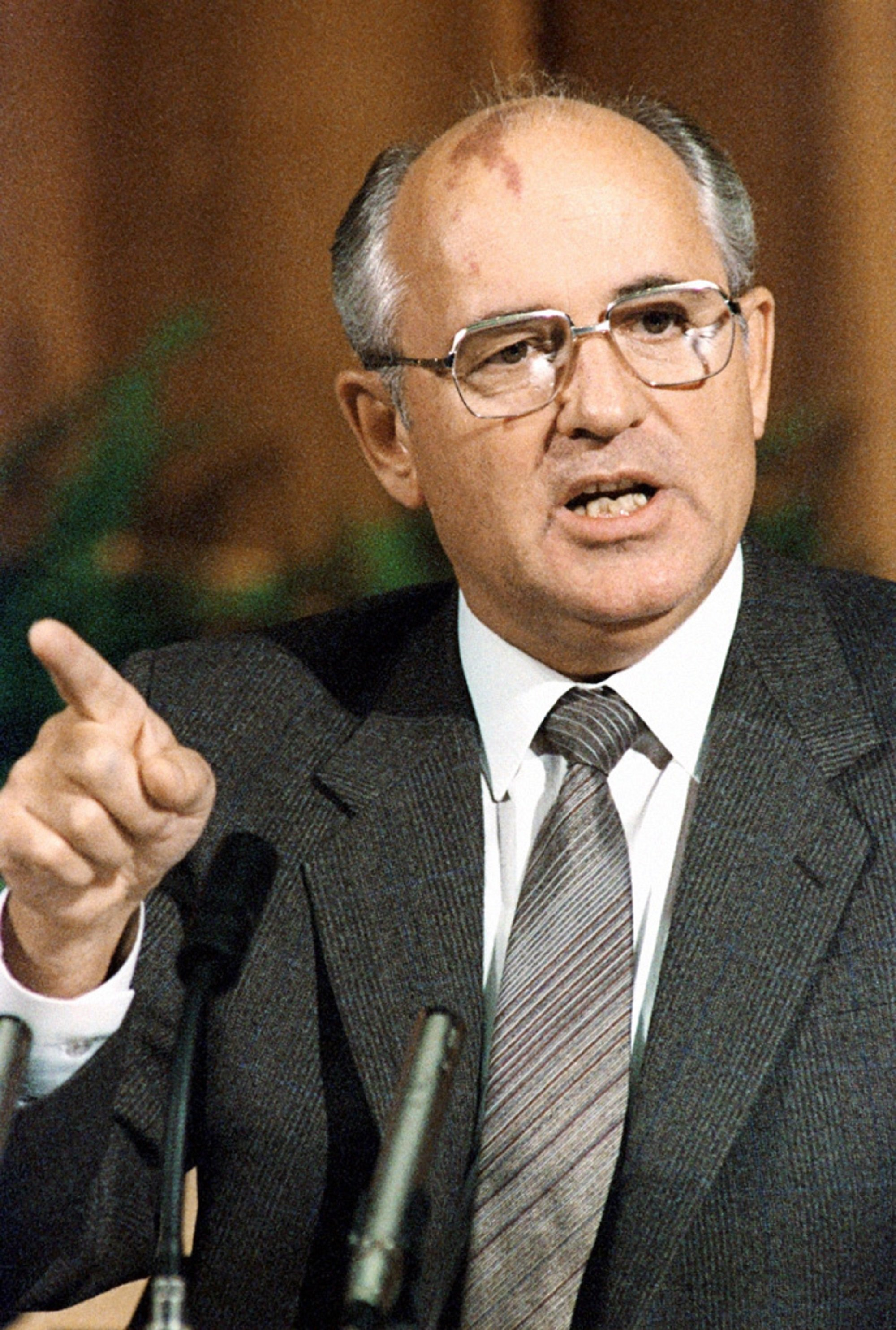
Михаил Горбачев — президент СССР

После путча власть Президента СССР стала во многом иллюзорной, политическая инициатива теперь полностью находилась в руках Ельцина, сделавшего ставку на ликвидацию союзного центра в лице Горбачёва. После августовских событий 1991 года начался «парад независимостей» союзных республик. В августе — сентябре 1991 года независимость объявили Украина, Белоруссия, Молдавия, Грузия, Азербайджан, Узбекистан, Киргизия, Таджикистан, Армения (то есть почти все республики СССР, кроме РСФСР, Казахстана и Туркменистана). К сентябрю Горбачев уже не мог влиять на события за пределами Москвы. Воспользовавшись ситуацией, Ельцин начал брать на себя управление тем, что осталось от советского правительства, министерство за министерством, включая Кремль.
В конце октября 1991 года Россия полностью прекратила перечислять налоги в союзный бюджет. С 1 ноября 1991 года Советский Союз был финансовым банкротом. 4 ноября 1991 года Ельцин подписал указ, в соответствии с которым российский Центральный банк взял на себя полностью финансирование всего союзного бюджета и всех союзных органов. 6 ноября 1991 года вышел указ Президента РСФСР о прекращении деятельности всей КПСС.
14 ноября руководители семи из двенадцати союзных республик (Россия, Белоруссия, Казахстан, Кыргызстан, Таджикистан, Туркменистан, Узбекистан) и президент СССР Михаил Горбачёв сделали заявление о намерении заключить договор о создании ССГ. Подписание договора было намечено на 9 декабря. Тем временем 1 декабря на Украине состоялся референдум о независимости, участники которого поддержали Акт провозглашения независимости Украины. Борис Ельцин сразу же сделал заявление о признании независимости Украины, также заявив о намерении установить дипломатические отношения с Украиной и заключить с ней всеобъемлющий двусторонний договор. 5 декабря Ельцин встретился с Горбачёвым для обсуждения перспектив ССГ в связи с провозглашением независимости Украины. После встречи он заявил журналистам, что «без Украины союзный договор теряет всякий смысл».

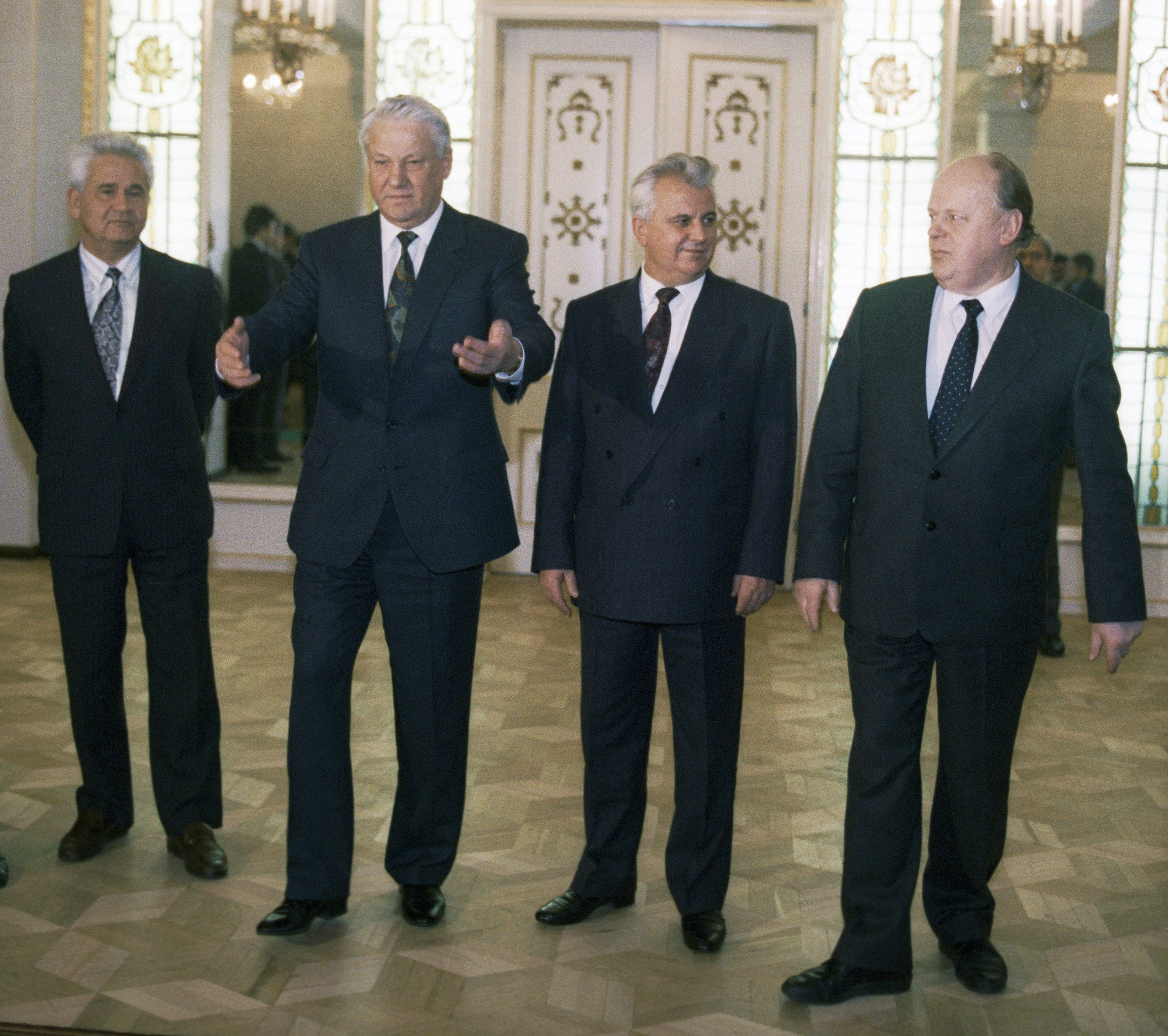
Ельцин, Кравчук и Шушкевич во время встречи в Беловежской пуще для подписания Соглашения о создании СНГ. 1991

7 декабря Ельцин встретился в Беловежской пуще (Белоруссия) с только что избранным президентом Украины Леонидом Кравчуком и председателем Верховного Совета Республики Беларусь Станиславом Шушкевичем (по словам последнего, встреча предполагалась для обсуждения вопроса поставок нефти и газа). Российская делегация привезла с собой проект нового договора, подготовленного в противовес договору о ССГ. Взяв его за основу, 8 декабря главы трёх государств подписали Беловежское соглашение о создании Содружества Независимых Государств, в преамбуле которого заявлялось, что «Союз ССР как субъект международного права и геополитическая реальность прекращает своё существование». Соглашение было подписано вопреки результатам референдума о сохранении СССР. Центральная власть во главе с Горбачёвым к этому времени была парализована и уже ничего не могла противопоставить действиям руководителей республик.
12 декабря соглашение было ратифицировано Верховным Советом РСФСР. Законность ратификации уже тогда вызвала сомнение у некоторых членов российского парламента. Согласно Конституции РСФСР 1978 года рассмотрение соглашения находилось в исключительном ведении Съезда народных депутатов РСФСР, так как оно затрагивало государственное устройство республики как части Союза ССР и тем самым влекло за собой изменения в российскую Конституцию. В тот же день Верховный Совет РСФСР принял решение о денонсации союзного договора 1922 года. В этот день Советская Россия вышла из состава Советского Союза в момент голосования народных депутатов РСФСР за Постановление о денонсации Союзного договора 1922 года об образовании СССР. Было принято решение и об отзыве российских депутатов из Верховного Совета СССР. Это решение парализовало работу одной из палат Верховного Совета СССР — Совета Союза, лишив его кворума.
18 и 19 декабря, опираясь на ратификацию Беловежских соглашений, Ельцин своими указами упразднил почти все оставшиеся исполнительные органы власти СССР: МИД СССР, МВД СССР, Центральную службу разведки, Межреспубликанскую службу безопасности, Комитет по оперативному управлению народным хозяйством.

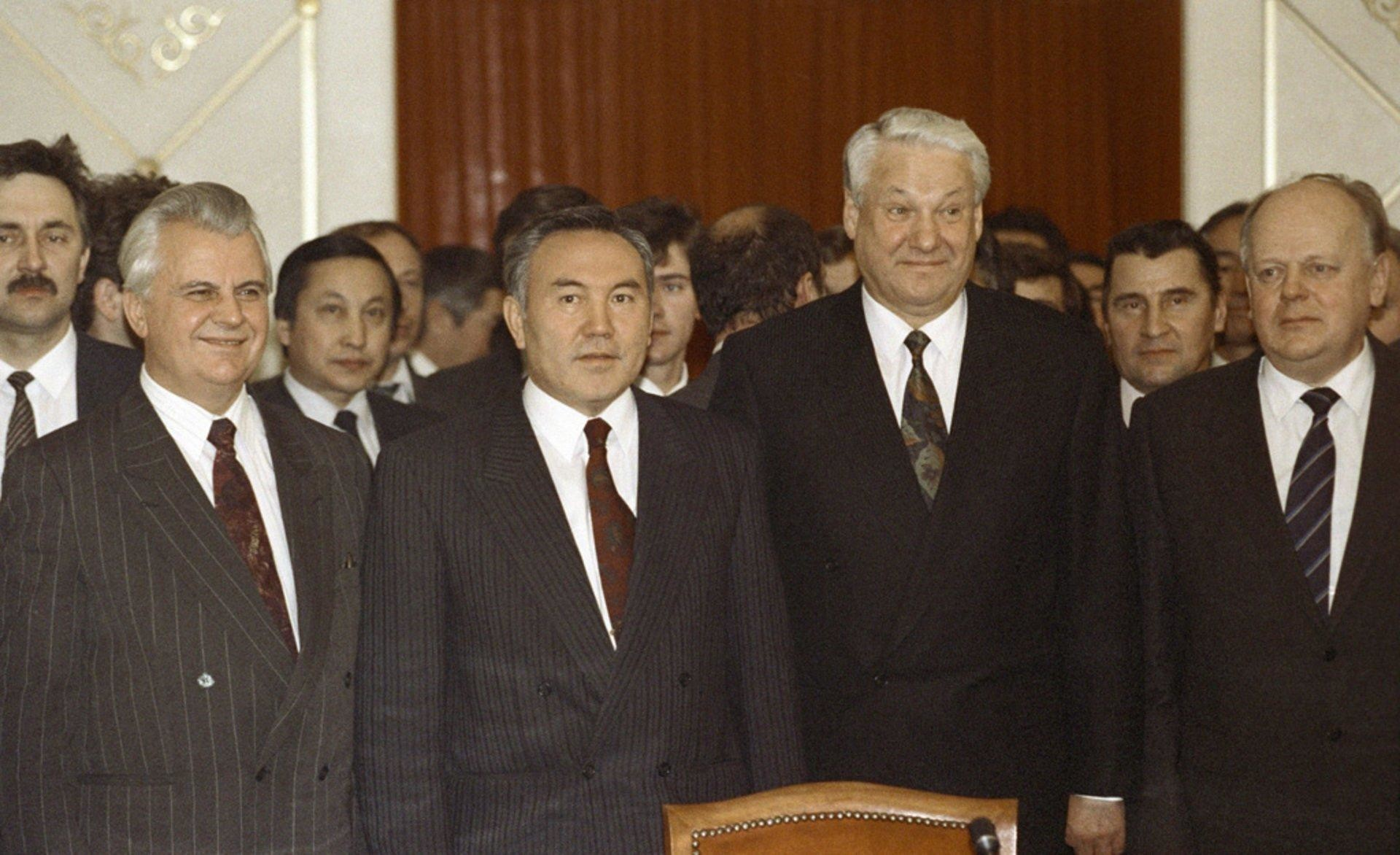
Борис Ельцин и лидеры союзных республик. Алма-Ата, 21 декабря 1991

 21 декабря в Алма-Ате к СНГ присоединилось ещё 8 бывших союзных республик СССР. Была подписана Алма-Атинская декларация и протокол об образовании СНГ. (От участия в СНГ уклонились республики Прибалтики и Грузия). Главы одиннадцати бывших союзных республик объявили о прекращении существования Союза Советских Социалистических Республик. На Алма-Атинской встрече главами одиннадцати бывших союзных республик был упразднён пост Президента СССР. Лидеры республик, образовавших СНГ, уведомляли Горбачёва о прекращении существования Советского Союза и института президентства СССР.
24 декабря 1991 года постановлением Совета Республик была прекращена деятельность Верховного Совета СССР и его органов. В тот же день Борис Ельцин проинформировал генерального секретаря ООН о том, что РСФСР продолжает членство СССР во всех органах ООН, в том числе в Совете Безопасности ООН. Таким образом, Россия считается первоначальным членом ООН (с 24 октября 1945 года) наряду с Украиной (УССР) и Белоруссией (БССР). На следующий день Верховный Совет РСФСР принял закон об изменении названия республики, которым переименовал РСФСР в Российскую Федерацию (Россию). В тот же день Президент СССР М. С. Горбачёв ушёл в отставку, сложив с себя также полномочия Верховного Главнокомандующего и распустив Совет обороны. С флагштока 1-го корпуса Московского Кремля, где находился его кабинет, был снят красный флаг СССР и поднят российский триколор. На следующий день Верховный Совет СССР на своём последнем заседании в Кремле принял декларацию об упразднении СССР и самораспустился.
27 декабря 1991 года Кремль стал резиденцией Президента России. На следующий день Ельцин выступил с новогодним обращением к россиянам. Его выступление было главным образом связано с предстоящей либерализацией цен и радикальными экономическими реформами. Президент успокаивал граждан и просил их продержаться полгода, пока экономическая ситуация в стране не начнёт улучшаться.

### Радикальные экономические реформы

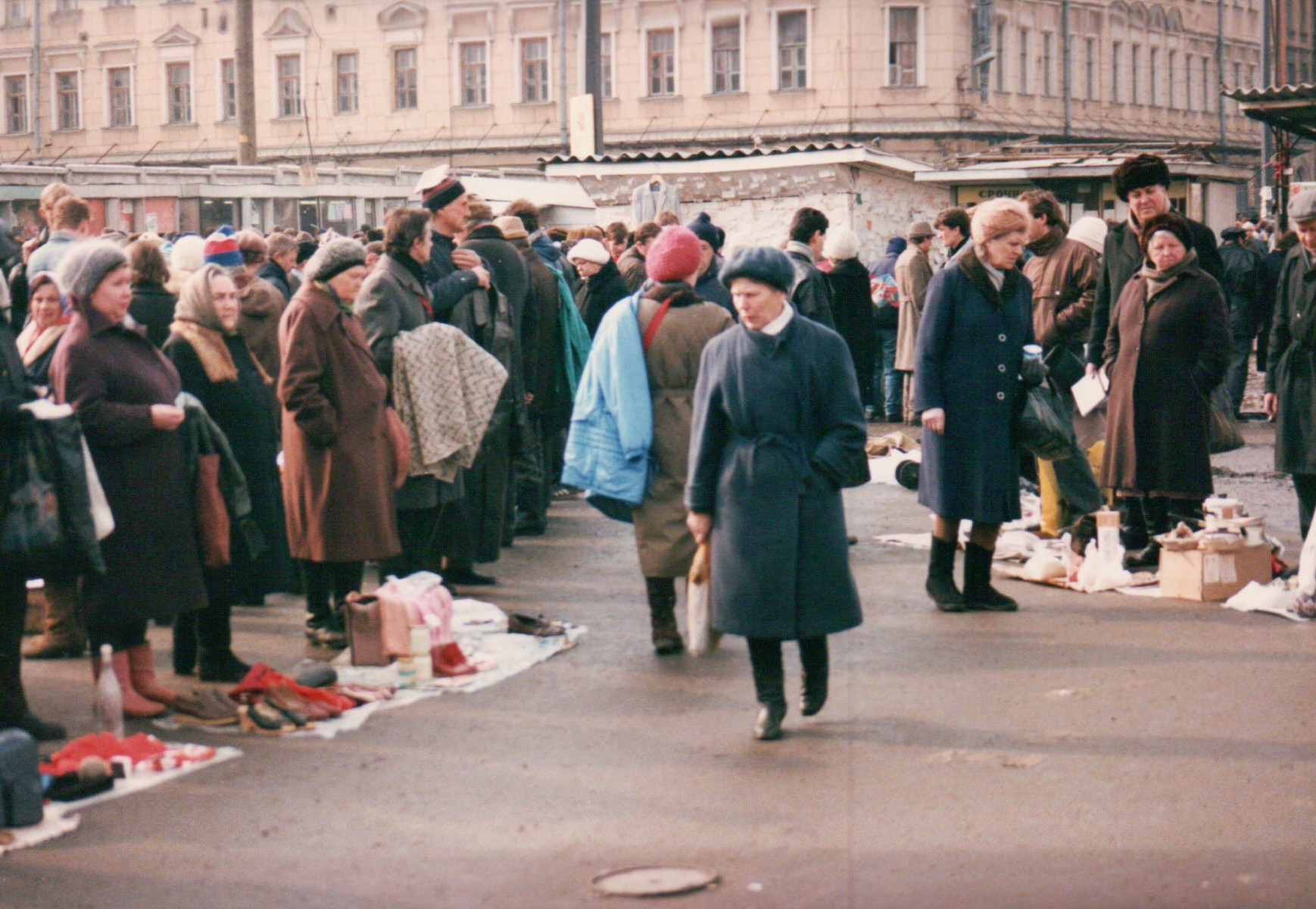
Уличный рынок в Ростове-на Дону. 1992

В начале осени 1991 года стало понятно, что СССР не в состоянии платить по внешнему долгу. Начавшиеся переговоры с кредиторами привели к подписанию в конце октября меморандума «О взаимопонимании относительно долга иностранным кредиторам СССР и его правопреемников». Восемь из пятнадцати советских республик признали свою солидарную ответственность по этому долгу. Иностранные банки, со своей стороны, потребовали срочного перехода к рыночным реформам. Осенью 1991 года появилась на свет «экономическая программа» Егора Гайдара. Основные её положения президент Ельцин огласил 28 октября в программной речи на V съезде народных депутатов Российской Федерации. Она предполагала приватизацию, либерализацию цен, товарную интервенцию, конвертацию рубля. Провозглашая этот курс, Борис Ельцин заверил сограждан, что «хуже будет всем в течение примерно полугода». Затем последует «снижение цен, наполнение потребительского рынка товарами, а осенью 1992 года — стабилизация экономики, постепенное улучшение жизни людей».

1 ноября 1991 года Съезд народных депутатов РСФСР предоставил Ельцину чрезвычайные полномочия с прямым президентским правлением на один год и один месяц (до 1 декабря 1992 года). В течение данного периода запрещалось проведение выборов представительных и исполнительных государственных органов всех уровней, Ельцин получал право возглавлять Правительство РСФСР, издавать указы, имеющие силу законов в области экономической политики, назначать глав субъектов федерации до проведения выборов и решать самостоятельно вопросы реорганизации исполнительной власти.

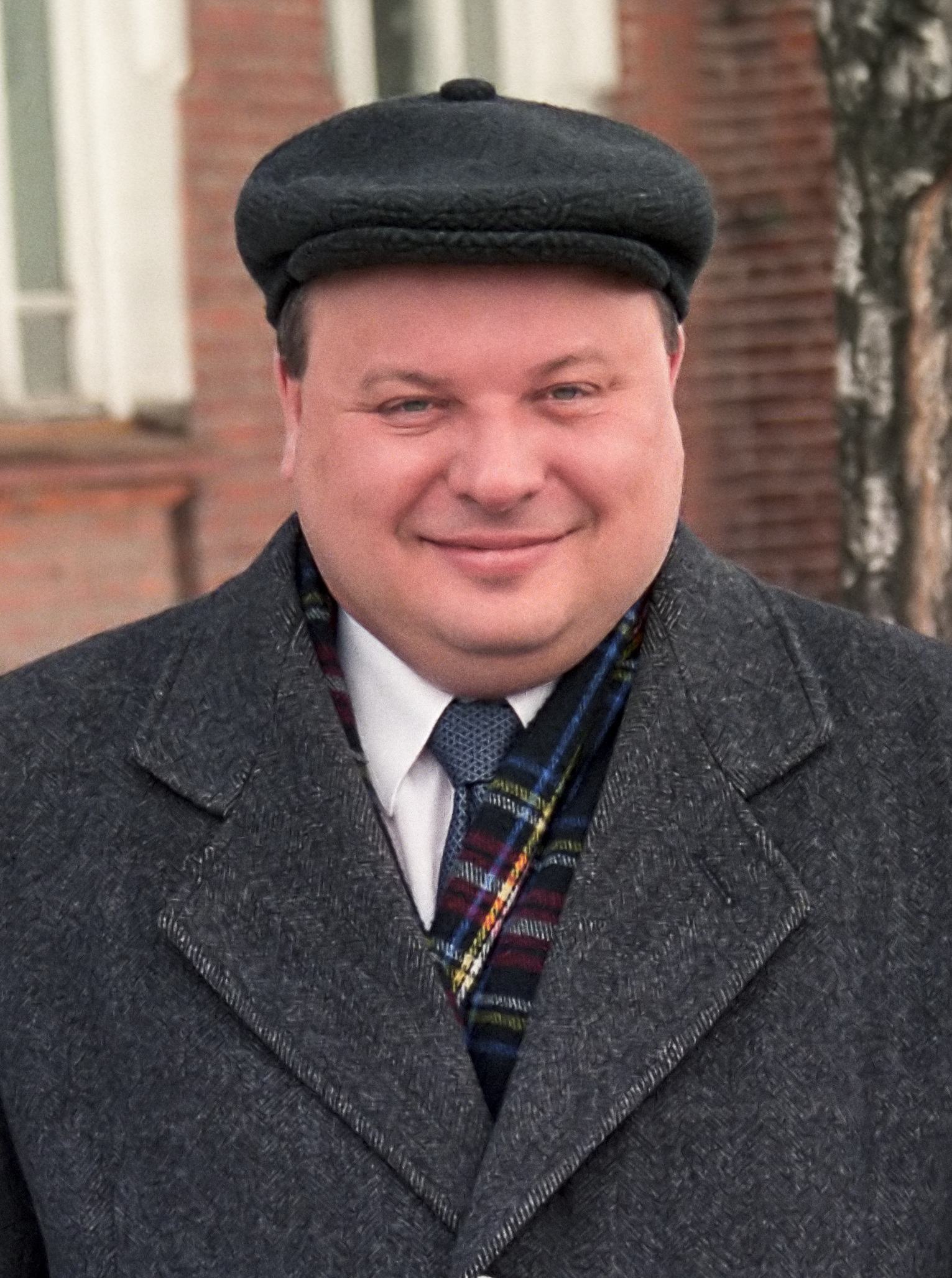
Егор Гайдар — один из основных руководителей и идеологов экономических реформ 1992 года в России

6 ноября было сформировано правительство РСФСР, которое Ельцин лично возглавлял до июня 1992 года. Первым его заместителем был назначен Егор Гайдар. Новым председателем Госкомимущества России стал ленинградский экономист Анатолий Чубайс.
Отправной точкой «шоковой терапии» считается либерализация цен. Цены намечалось отпустить уже с 1 декабря 1991 года, но под давлением других союзных республик, имевших общую рублёвую зону с Россией, это было отложено до 16 декабря, а затем перенесено на начало января 1992 года.

3 декабря был подписан указ «О мерах по либерализации цен», а 19 декабря вышло соответствующее постановление правительства РСФСР, вступившие в силу 2 января 1992 года. Уже в первые месяцы года рынок стал наполняться потребительскими товарами, но монетарная политика эмиссии денег (в том числе и в бывших союзных республиках) привела к гиперинфляции, резкому снижению реальных зарплат и пенсий, обесцениванию банковских накоплений, резкому падению уровня жизни. Остановить гиперинфляцию удалось только в 1993 году.

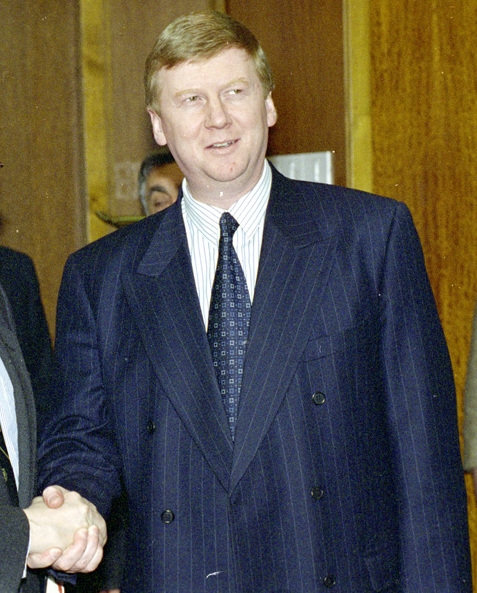
Анатолий Чубайс — один из ключевых идеологов приватизации в России

Одним из первых серьёзных экономических решений, принятых Ельциным, стал указ о свободе торговли, подписанный 29 января 1992 года. Этот документ фактически легализовал предпринимательство и привёл к тому, что множество людей занялось мелкой уличной торговлей, чтобы выжить в тяжёлых экономических условиях, вызванных рыночными реформами.
14 августа 1992 года Ельцин своим указом ввел в действие ваучерную приватизацию в Российской Федерации с использованием анонимных приватизационных чеков, тем самым отменив принятый ранее Верховным Советом закон об именных приватизационных счетах. Чтобы президентский указ не успели оспорить, был выбран момент когда Верховный Совет находился в отпуске и большинство депутатов разъехалось из Москвы. Такие действия Правительства тогда серьёзно усугубили отношения между исполнительной и законодательной ветвями власти.
В результате реформ страна столкнулась с такими проблемами, как спад производства и неплатежи. Так, широкие масштабы приняли невыплаты заработной платы, а также пенсий и других социальных пособий. Страна находилась в глубоком экономическом кризисе.

К экономическим проблемам начала 1990-х добавился политический кризис. В некоторых регионах России после распада СССР усилились сепаратистские настроения. 8 июня 1991 года выделением из Чечено-Ингушской АССР была провозглашена Чеченская Республика (Нохчи-чо), которая в следующем месяце провозгласила независимость. Борису Ельцину удалось убедить глав регионов подписать обновлённый Федеративный договор — 31 марта 1992 года он был подписан президентом и главами регионов (кроме Татарстана и Чечено-Ингушетии), а 10 апреля включён в Конституцию РСФСР.

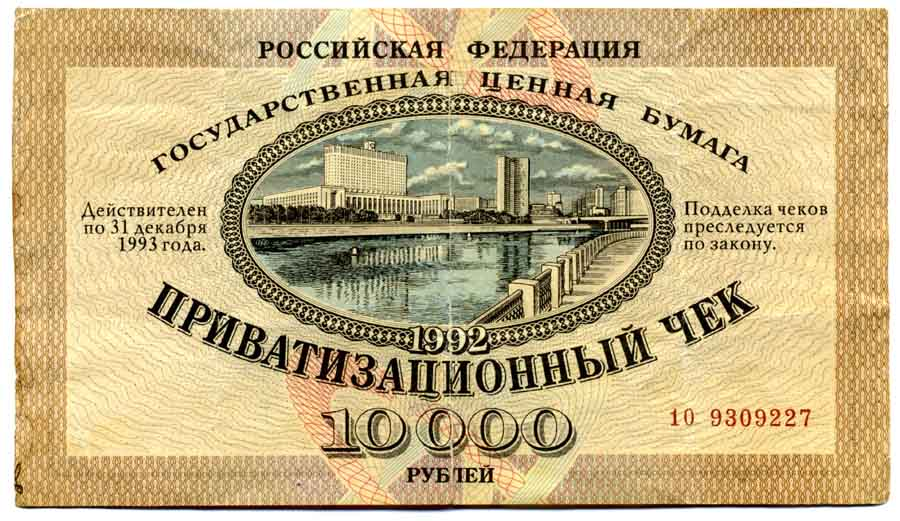
Приватизационный чек 1992 года

6 апреля 1992 года открылся VI Съезд народных депутатов России, который Егор Гайдар назвал «первой фронтальной атакой на реформы». Предпринятое с начала года сокращение государственных расходов привело к формированию оппозиции реформам в лице промышленного и аграрного лобби, имевшего широкое влияние в Верховном Совете и на Съезде. 11 апреля Съезд принял постановление «О ходе экономической реформы в Российской Федерации», в котором указал на целый ряд проблем в экономике и предложил президенту России внести существенные коррективы в тактику и методы осуществления экономической реформы.

В ответ правительство во главе с Егором Гайдаром передало президенту заявление об отставке и огласило его в пресс-центре Съезда. В заявлении, в частности, говорилось:
Совокупность требований, заявленных Съездом, обрекает страну на гиперинфляцию, означает приостановку процесса приватизации и свёртывание аграрной реформы. Предложения снизить налоги и одновременно увеличить социальные и другие выплаты невыполнимы и могут привести лишь к развалу финансовой системы. <…> Неизбежным результатом осуществления решений Съезда будет катастрофическое падение уровня жизни, голод, социальные потрясения и хаос.<…> Мы не считаем себя вправе идти по пути безответственного популизма, когда под предлогом защиты населения происходит его ограбление в результате ускорения инфляции.

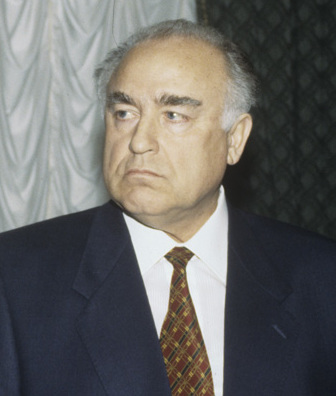
Виктор Черномырдин — председатель Правительства Российской Федерации (1992—1998)

15 апреля Съезд пошёл на уступки и принял Декларацию «О поддержке экономической реформы в Российской Федерации», в которой поддержал действия правительства, направленные на принципиальные преобразования экономики, а постановление от 11 апреля предложил выполнять «с учётом реально складывающихся экономических и социальных условий».
Однако президент и правительство тоже были вынуждены пойти на компромиссы. Выполняя договорённости, достигнутые на Съезде, Борис Ельцин ввёл в правительство представителей «красных директоров» — Владимира Шумейко, Георгия Хижу, без ведома Гайдара вице-премьером по топливно-энергетическому комплексу был назначен глава Газпрома Виктор Черномырдин.
Если первая попытка финансовой стабилизации, основанная на сокращении государственных расходов и введении новых налогов, в апреле-мае привела к снижению инфляции, то под давлением Верховного Совета и директоров предприятий правительство было вынуждено смягчить жёсткую денежную политику. Как пишет Андрей Нечаев, «к маю 1992 года мы столкнулись с тем, что навязанные нам финансовые обязательства лишь на треть могли быть покрыты за счёт реальных источников доходов бюджета». Правительство подняло зарплаты бастующим шахтёрам, по настоянию Верховного Совета было выделено 600 млрд рублей льготных кредитов на развязку кризиса неплатежей. В июле сменилось руководство Центрального банка. Новый руководитель ЦБ Виктор Геращенко не поддерживал курс на сокращение расходов, продвигаемый Гайдаром, проводил взаимозачёты долгов предприятий, на основе разовой кредитной эмиссии около 1 трлн рублей. Это давало временный эффект и приводило к увеличению инфляции. Осенью проблема неплатежей возникла снова. По мнению Евгения Ясина, «с приходом Геращенко в Центробанк первая попытка финансовой стабилизации была окончательно сорвана». Летом на увеличении расходов также сказался сезонный фактор: выделялись кредиты для обеспечения Северного завоза, Верховный Совет одобрил решение о масштабных кредитах сельхозпроизводителям под уборку урожая. Ускорился рост денежной массы и инфляции (с 8,6 % в августе до 22,9 % в октябре). С осени правительство было вынуждено вновь резко сокращать расходы, чтобы не допустить гиперинфляцию. Дефицит бюджета снизился с 10,8 % ВВП в августе до 4,4 % ВВП в октябре.

### Конституционный кризис (1992—1993)

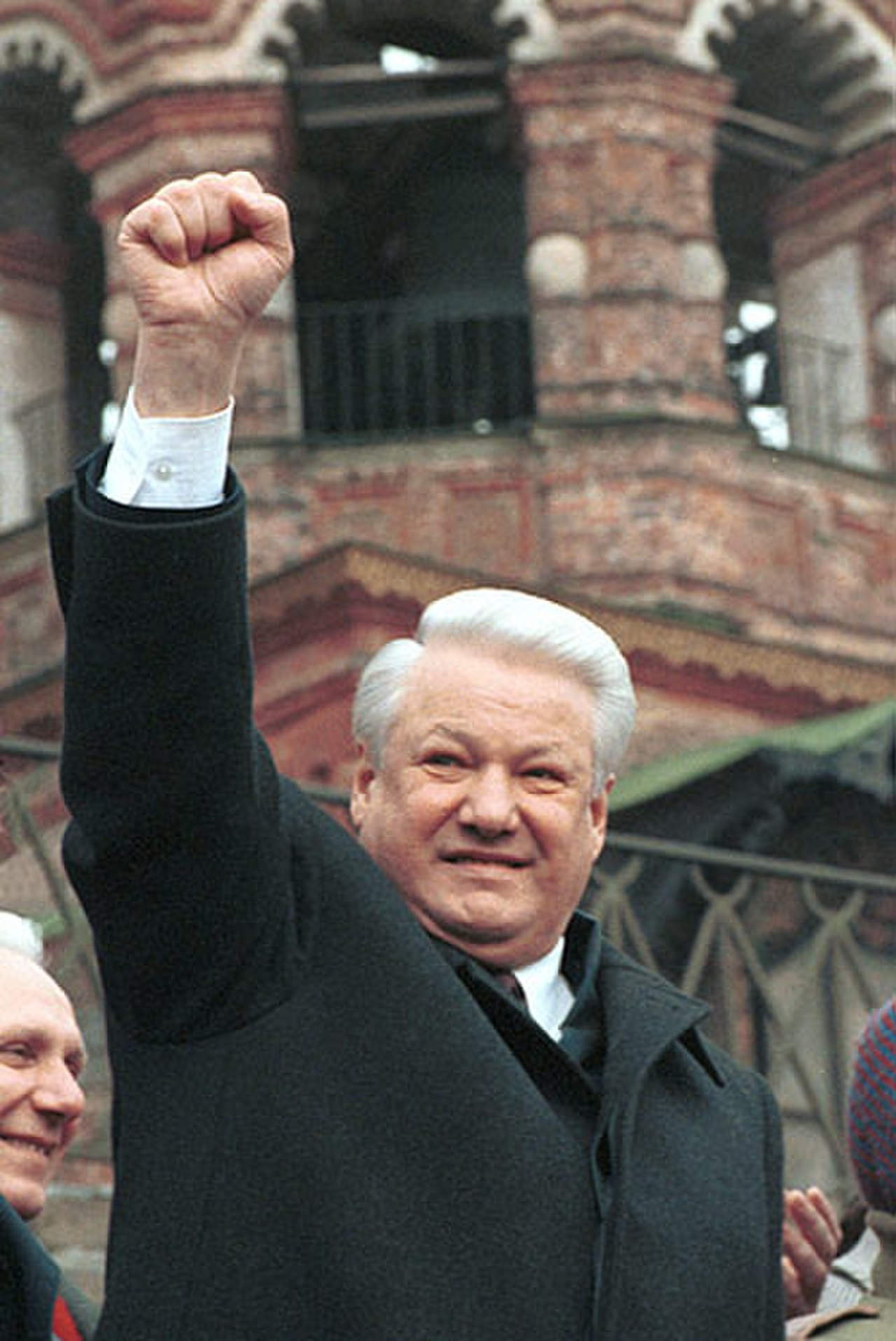
Борис Ельцин выступает на митинге на Васильевском спуске в Москве. 28 марта 1993

10 декабря 1992 года, на следующий день после того, как Съезд народных депутатов не утвердил кандидатуру Егора Гайдара на пост председателя Совета министров, Ельцин выступил с резкой критикой съезда и попытался сорвать его работу, призвав своих сторонников покинуть заседание. Начался политический кризис. После переговоров Ельцина, Руслана Хасбулатова и Валерия Зорькина и многоступенчатого голосования 12 декабря Съезд народных депутатов принял постановление о стабилизации конституционного строя, а председателем правительства был назначен Виктор Черномырдин.
После восьмого Съезда народных депутатов, отменившего постановление о стабилизации конституционного строя и принявшего решения, которые подрывали самостоятельность правительства и Центрального банка, 20 марта 1993 года в своём телеобращении Ельцин объявил о подписании указа о введении «особого режима управления». На следующий день Верховный Совет обратился в Конституционный суд Российской Федерации, назвав обращение Ельцина «покушением на конституционные основы российской государственности». Конституционный суд, ещё не имея подписанного указа, признал действия Ельцина, связанные с телеобращением, неконституционными и усмотрел основания для отрешения его от должности. Верховный Совет созвал IX (Чрезвычайный) Съезд народных депутатов. Однако, как выяснилось через несколько дней, на самом деле был подписан другой указ, не содержащий грубых нарушений Конституции. 28 марта съезд предпринял попытку отстранить Ельцина от должности президента. Выступая на митинге на Васильевском спуске в Москве, Ельцин заявил: «Не им этим шестистам решать судьбу России. Я не подчинюсь, я подчинюсь воле народа». Однако за импичмент проголосовали только 617 депутатов из 1033 при необходимых 689 голосах.
На следующий день после провала попытки импичмента Съезд народных депутатов назначил на 25 апреля всероссийский референдум по четырём вопросам — о доверии президенту Ельцину, об одобрении его социально-экономической политики, о досрочных выборах президента и о досрочных выборах народных депутатов. Ельцин призвал своих сторонников голосовать «все четыре да», сами же сторонники склонялись к голосованию «да-да-нет-да». По результатам референдума о доверии Ельцин получил 58,7 % голосов участников референдума, при этом 53,0 % поддержали экономические реформы. По вопросам о досрочных выборах президента и народных депутатов «за» проголосовали соответственно 49,5 % и 67,2 % принявших участие в голосовании, однако юридически значимых решений по этим вопросам принято не было (так как по действовавшим законам для этого «за» должны были высказаться более половины от всех имеющих право голоса, а в референдуме приняли участие 64,05 % избирателей). Противоречивые результаты референдума были истолкованы Ельциным и его окружением в свою пользу.
После референдума Ельцин сосредоточил усилия на разработке и принятии новой Конституции. 30 апреля в газете «Известия» был опубликован президентский проект Конституции, а 5 июня Конституционное совещание впервые собралось в Москве. После референдума Ельцин практически прекратил все деловые контакты с руководством Верховного Совета, хотя продолжал подписывать некоторые принимаемые им законы, а также утратил доверие к вице-президенту Александру Руцкому и освободил его от всех поручений, а 1 сентября временно отстранил от должности по подозрению в коррупции, которое, впрочем, позднее не подтвердилось.

#### Роспуск Съезда народных депутатов и Верховного Совета

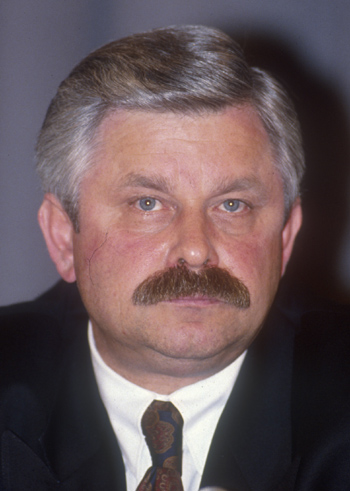
Александр Руцкой — вице-президент России (1991—1993)

Вечером 21 сентября в телеобращении к народу Ельцин объявил о подписании указа № 1400 «О поэтапной конституционной реформе в Российской Федерации», предписывающего прекратить деятельность Съезда народных депутатов и Верховного Совета и назначить на 11—12 декабря выборы в новый создаваемый представительный орган власти, Федеральное собрание Российской Федерации. Конституционный суд, собравшийся в ночь с 21 на 22 сентября, нашёл в указе нарушение ряда статей действовавшей в то время Конституции и установил наличие оснований для отрешения президента от должности. Верховный Совет и созванный им X чрезвычайный (внеочередной) Съезд народных депутатов отказались подчиниться указу президента, квалифицировали его действия как государственный переворот и на основании Конституции констатировали прекращение полномочий президента Ельцина с момента издания указа № 1400 и переход их к вице-президенту Александру Руцкому. Однако де-факто Ельцин продолжал осуществлять полномочия президента. С 22 сентября по его распоряжению здание Верховного Совета было блокировано милицией и отключено от воды и электроэнергии. Таким образом, депутаты оказались на осадном положении.

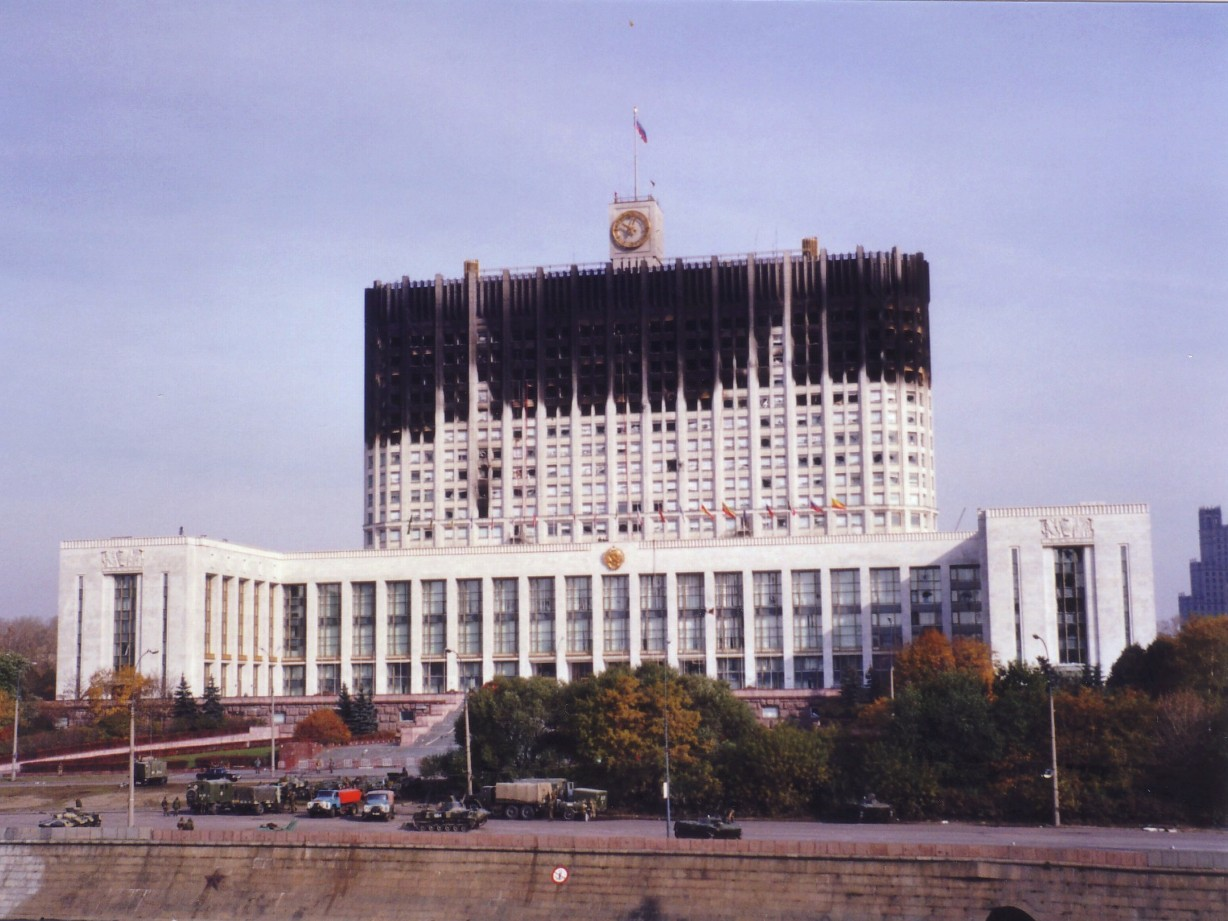
Обгоревший фасад Дома Советов. Москва, октябрь 1993

Через два дня Съезд народных депутатов постановил провести досрочные выборы народных депутатов Российской Федерации и Президента Российской Федерации не позднее марта 1994 года при условии нормальной конституционной деятельности органов представительной, исполнительной и судебной власти, а также обеспечения плюрализма мнений в средствах массовой информации. Верховному Совету было поручено в месячный срок подготовить соответствующие нормативные акты, обеспечивающие проведение одновременных досрочных выборов, и назначить дату проведения выборов. 27 сентября в интервью телекомпании «Останкино» Ельцин заявил, что против одновременных досрочных выборов президента и народных депутатов и ни на какие компромиссы ни с какими органами власти не пойдёт.
Противостояние между Ельциным, верными ему силами охраны порядка и сторонниками Верховного Совета переросло в вооружённые столкновения. 3 октября в Москве было введено чрезвычайное положение после того, как сторонники Верховного Совета взяли штурмом одно из зданий мэрии Москвы на Краснопресненской набережной (бывшее здание СЭВа), а затем во главе с Альбертом Макашовым отправились к телецентру Останкино требовать предоставления им эфира. Бойцы отряда «Витязь», находившиеся в здании телецентра, открыли огонь по сторонникам парламента. В результате Ельцин отдал приказ о штурме здания Верховного Совета с применением танков. Ранним утром 4 октября в Москву были введены войска. После обстрела Дома Советов из танковых орудий его защитники капитулировали. В ходе этих событий с обеих сторон, по данным следствия, погибли 123 человека, 384 получили ранения. В феврале 1994 года участники событий выпущены на свободу согласно постановлению Государственной Думы об амнистии (все они, кроме Руцкого, согласились на амнистию, хотя и не были осуждены).
После роспуска Съезда и парламента Ельцин на некоторое время сосредоточил в своих руках всю полноту власти и принял ряд решений: об отставке Руцкого с поста вице-президента, о приостановлении деятельности Конституционного суда, о прекращении деятельности Советов всех уровней и изменении системы местного самоуправления, о назначении выборов в Совет Федерации и всенародного голосования.

#### Принятие новой Конституции

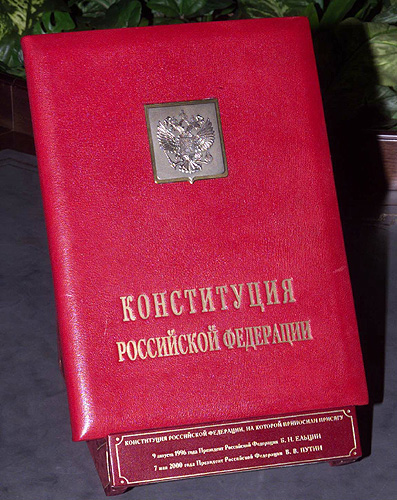
Новая Конституция РФ принятая на всенародном голосовании 1993 года

12 декабря 1993 года состоялись выборы в Совет Федерации и в Государственную Думу, а также всенародный референдум о принятии проекта новой Конституции. 20 декабря ЦИК России объявил результаты референдума: «за» проголосовало 32,9 млн избирателей (58,4 % активных избирателей), против — 23,4 млн (41,6 % активных избирателей). Конституция была принята и после опубликования 25 декабря в «Российской газете» вступила в силу. Впоследствии были попытки оспорить результаты этого голосования в Конституционном Суде Российской Федерации, однако Суд отказал в рассмотрении дела.
Новая Конституция Российской Федерации предоставила президенту значительные полномочия, в то время как полномочия парламента были значительно сокращены. 11 января 1994 года начали работу обе палаты Федерального Собрания, конституционный кризис закончился.
В начале 1994 года Ельцин инициировал подписание договора об общественном согласии и договора о разграничении полномочий с Татарстаном, а затем — и с другими субъектами Федерации.

### 1994—1996 годы

#### Свобода слова
После падения КПСС и распада СССР, в начальный период (1991—1993 годы) президентства Б. Н. Ельцина, уровень свободы в СМИ оставался на уровне 1990—1991 годов.

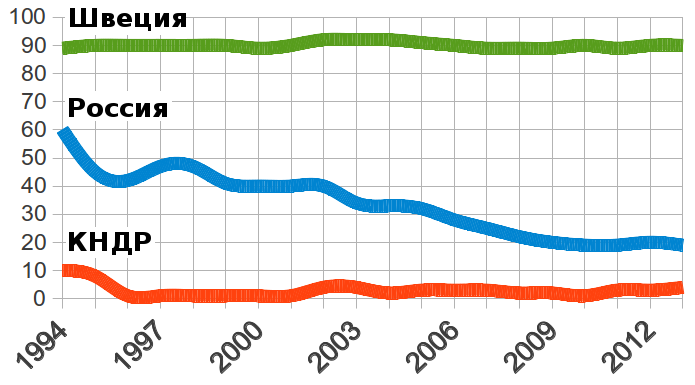
С 1994 года во время президентства Бориса Ельцина наблюдалась тенденция к снижению динамики уровня свободы прессы в России. Данные Freedom House.

В марте 1993 года программа «600 секунд» не вышла в эфир, вместо традиционного антипрезидентского сюжета был продемонстрирован репортаж о митинге в поддержку Ельцина на Дворцовой площади. Программа не вышла по приказу директора Федеральной телевизионной службы (ФТС) Бэллы Курковой. Сотрудники программ сообщили, что за час до эфира аппаратная и эфирная студии были блокированы милицией. Редакция программ сделала заявление в адрес Ельцина, где говорилось, что «это полностью дискредитирует ваши указы, в частности, указ о свободах для средств массовой информации». Действия Федеральной телевизионной службы были названы «грубым подлогом», а её руководство — «холопами, трусами и подлецами», «такими же, как их президент». Председатель комитета Верховного Совета по средствам массовой информации Владимир Лисин назвал приостановление программы введением политической цензуры. После разгона Съезда народных депутатов и Верховного Совета России осенью 1993 года программа была закрыта властями.
В период разгона Ельциным российского парламента осени 1993 года были сняты с эфира или подверглись цензурным ограничениям программы «Человек недели» с участием вице-президента России Александра Руцкого, «Красный квадрат» с участием председателя Конституционного суда Валерия Зорькина, «Времечко», куда в прямом эфире пытался дозвониться народный депутат РСФСР Олег Румянцев, а также другие передачи, где звучала критика в адрес Ельцина. Как писал «Коммерсантъ», в нарушение Закона о средствах массовой информации был приостановлен выпуск «Российской газеты» и других изданий, учреждённых Верховным советом. Были закрыты как минимум десять газет в Москве, и на два дня была введена предварительная цензура других изданий, которые обязали перед публикацией представлять свои материалы на проверку в правительство. Также журналисты американской телекомпании CBS отмечали, что Борис Ельцин контролировал российское ТВ и в результате граждане России не получали полной информации о происходящих событиях. Многие кадры, показанные на Западе, не были показаны в России, а народные депутаты России (включая и членов российского парламента — Верховного Совета) не имели возможности выступать по телевидению.

Известная в 1994—2002 годах телевизионная программа «Куклы» специализировалась на сатире на известных политиков и государственных чиновников, включая самого Ельцина. Однако, к середине 1996 года оппозиция практически утратила доступ к телевидению.

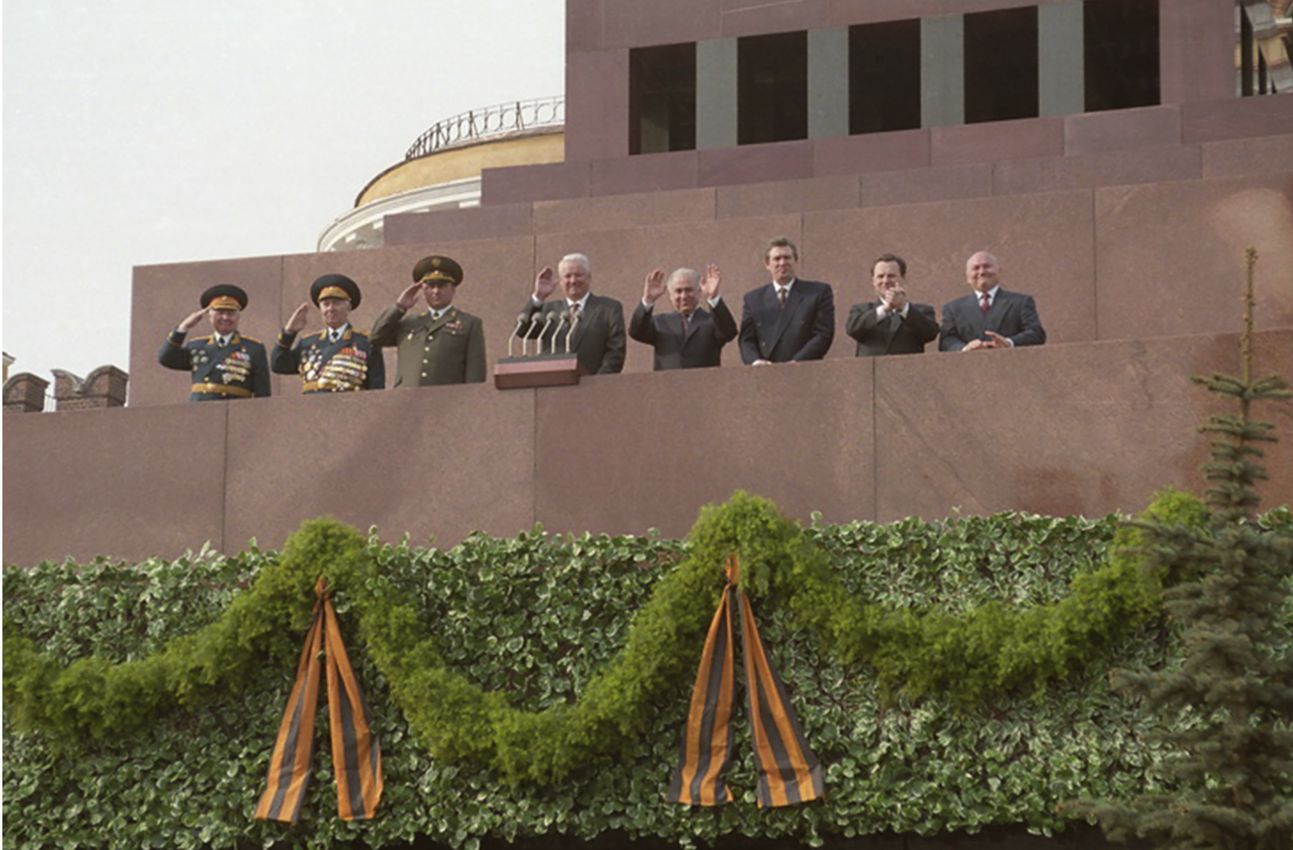
Борис Ельцин (в центре) на трибуне Мавзолея во время празднования 50-летия Победы. 9 мая 1995

#### Рост криминала
Весной 1993 года Борис Ельцин заявил, что две трети всех коммерческих структур в России связаны с организованной преступностью, а в 1994 году он сказал, что Россия превращается в «сверхдержаву преступности». По данным МВД в середине девяностых 40 процентов всего частного бизнеса, 60 процентов всех государственных компаний и до 85 процентов всех банков имели связи с организованной преступностью. За период с 1989 по 1993 год количество убийств в Москве выросло в восемь раз.
В августе 1994 года обрушилась крупнейшая в истории России финансовая пирамида «МММ», её организатор Сергей Мавроди был арестован. Ущерб, нанесённый МММ миллионам вкладчиков, оценивался от 110 млн долларов до 70-80 млрд долларов. Из-за скандала с АО «МММ» каждый пятый стал хуже относиться к рыночным реформам в России.
17 октября 1994 года в Москве был убит журналист Дмитрий Холодов, известный публикациями о коррупции в российской армии. В своих материалах он неоднократно подвергал критике министра обороны Павла Грачёва. Убийство осталось нераскрытым. По мнению американского журналиста Пола Хлебникова президент Ельцин закрывал глаза на коррупцию в высших эшелонах армии, чтобы заручиться поддержкой военных и обезопасить себя от возможного переворота.
В 1993 году был убит один из первых в России мультимиллионеров Илья Медков в возрасте 26 лет. 1 марта 1995 года был убит российский журналист и медиаменеджер Владислав Листьев. Оба убийства так и остались нераскрытыми. В 1995 году нервно-паралитическим отравляющим веществом был убит один из богатейших людей России Иван Кивелиди, в 1997 году был убит вице-губернатор Санкт-Петербурга Михаил Маневич, а в 1998 году была убита депутат Государственной думы Галина Старовойтова.

#### Землетрясение в Нефтегорске (1995)
28 мая 1995 года произошло катастрофическое землетрясение в Нефтегорске на острове Сахалин, в результате которого погибло 2040 человек. Власти Японии предложили помощь в проведении спасательных работ для оказания помощи раненым и людям, оставшимся под завалами, однако президент России Борис Ельцин отверг это предложение, заявив: «мы пока в силах справиться сами, а то потом могут сказать нам: отдавайте Курильские острова». В это время в Нефтегорске требовалась помощь высококвалифицированных специалистов по спасению в течение четыре-пять дней после катастрофы, пока ещё был шанс спасти людей. Эти действия спровоцировали в прессе критику в адрес президента, которая обвинила Ельцина в том, что он придал этой трагедии политическую ноту, совершил дипломатическую бестактность и попытался разыграть «великодержавную карту».

#### Чеченский конфликт

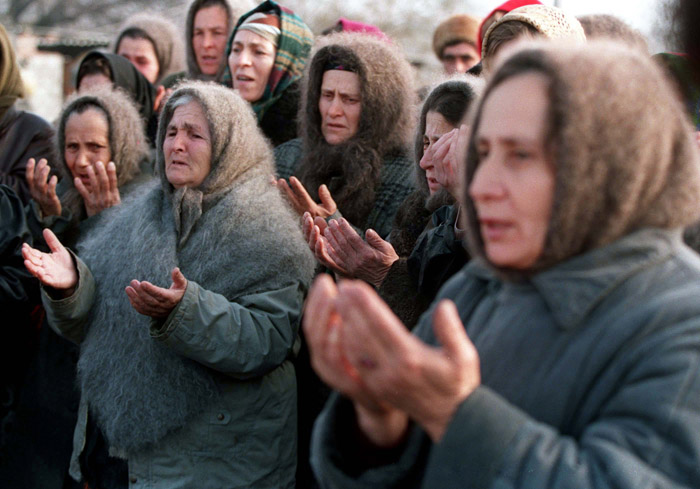
Чеченские женщины. Грозный, декабрь 1994

В июле 1991 года мятежный генерал Джохар Дудаев провозгласил независимость Чеченской Республики (Нохчи-чо). В сентябре 1991 года люди Дудаева разогнали в Грозном Верховный Совет Чечено-Ингушетии, председателем которого был советский партийный деятель Доку Завгаев. Некоторое время Ельцин закрывал глаза на происходящее в кавказском регионе. Даже после того, как Дудаев прекратил платить налоги в общий бюджет и запретил сотрудникам российских спецслужб въезд в республику, федеральный центр официально продолжал перечислять Дудаеву деньги. Москва негласно поддерживала антидудаевскую оппозицию, но не вмешивалась в гражданскую войну, начавшуюся в автономии. В конце ноября 1994 года вооружённая оппозиция предприняла очередную попытку штурма Грозного, которая потерпела провал, несмотря на поддержку ельцинских спецслужб. После этого Ельцин принял решение: в Чечню будут введены федеральные войска. Последующие события в Кремле назвали «восстановлением конституционного порядка в Чеченской Республике».

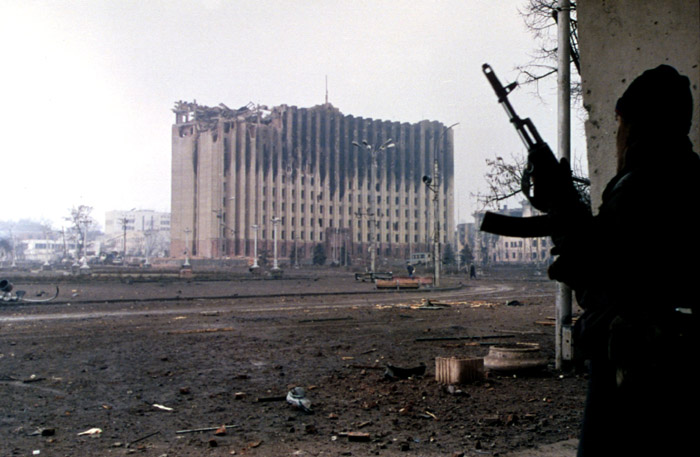
Бои вокруг здания бывшего республиканского комитета КПСС («Президентского дворца») в Грозном. Январь 1995

30 ноября 1994 года Б. Н. Ельцин принял решение о вводе войск в Чечню, подписав секретный указ № 2137 «О мероприятиях по восстановлению конституционной законности и правопорядка на территории Чеченской Республики». Началась первая чеченская война.
11 декабря 1994 года на основании указа Ельцина «О мерах по пресечению деятельности незаконных вооружённых формирований на территории Чеченской Республики и в зоне осетино-ингушского конфликта» начался ввод войск в Чечню. Многие непродуманные действия привели к большим жертвам как среди военного, так и среди гражданского населения: десятки тысяч человек погибли и сотни тысяч были ранены. Часто происходило так, что во время военной операции или незадолго до неё из Москвы приходил приказ об отбое. Это давало возможность чеченским боевикам перегруппировать свои силы. Первый штурм Грозного был непродуманным и привёл к большим жертвам: погибло и пропало без вести свыше 1500 человек, в плен попало 100 российских военнослужащих.
В 1995 году в Конституционном Суде РФ законность указов № 2137 и № 1833 («Об основных положениях военной доктрины Российской Федерации» в части, касающейся использования Вооружённых Сил РФ при разрешении внутренних конфликтов) была оспорена группой депутатов Государственной Думы и Совета Федерации. По мнению Совета Федерации, оспариваемые им акты составили единую систему и привели к неправомерному применению Вооружённых Сил РФ, поскольку их использование на территории Российской Федерации, а также иные предписанные в этих актах меры юридически возможны лишь в рамках чрезвычайного или военного положения. В запросе подчёркивается, что результатом этих мер явились незаконные ограничения и массовые нарушения конституционных прав и свобод граждан. По мнению группы депутатов Государственной Думы использование оспоренных ими актов на территории ЧР, повлёкшее значительные жертвы среди гражданского населения, противоречит Конституции РФ и международным обязательствам, принятым на себя Российской Федерацией. Конституционный Суд прекратил производство по делу о соответствии указа № 2137 Конституции Российской Федерации без рассмотрения по существу, поскольку этот документ был признан утратившим силу 11 декабря 1994 года.

#### Захват заложников в Буденновске
В июне 1995 года отряд боевиков под руководством Ш. Басаева захватили 1200 заложников в больнице в Будённовске. Ельцин, зная о захвате заложников, улетел на саммит Большой семёрки в Галифаксе. Там он заявил, что с бандитами «не может быть никаких переговоров» и сообщил о том, что до своей поездки отдал приказ о штурме больницы, который закончился неудачей и гибелью 30 человек, большей частью которых были заложники. Позднее эти действия депутаты КПРФ расценили как основание для импичмента и попытались инициировать голосование за отрешение Ельцина от должности президента. На заседании Госдумы лидер партии «Яблоко» Григорий Явлиниский выступил с резкой критикой действий Ельцина: «Президенту Ельцину нужно сегодня ехать не в Галифакс, а в Буденновск. И если нужны его переговоры для того, чтобы спасти тысячу людей от смерти, то он должен разговаривать с кем угодно». Однако Ельцин решил не прекращать поездку, предоставив возможность Черномырдину урегулировать ситуацию и вести переговоры с боевиками, вернулся только после завершения всех событий, уволил руководителей ряда силовых ведомств и губернатора Ставропольского края.

#### Залоговые аукционы
В 1995 году указами Бориса Ельцина были проведены залоговые аукционы, приведшие к сосредоточению бо́льшей части бывшей государственной собственности в руках немногих людей (т. н. «олигархов»). В результате залоговых аукционов ряд коммерческих банков получил в собственность государственные пакеты акций ряда крупных стратегических промышленных компаний производящих энергоносители и металлы (таких, как «ЮКОС», «Норильский никель», «Сибнефть») экспортируемые за рубеж. Залоговые аукционы были проведены с целью обмена активов на политическую поддержку олигархами Ельцина на выборах 1996 года, что во многом дискредитировало идею рыночных реформ и приватизации в России.

## Второй президентский срок

### Президентские выборы 1996 года

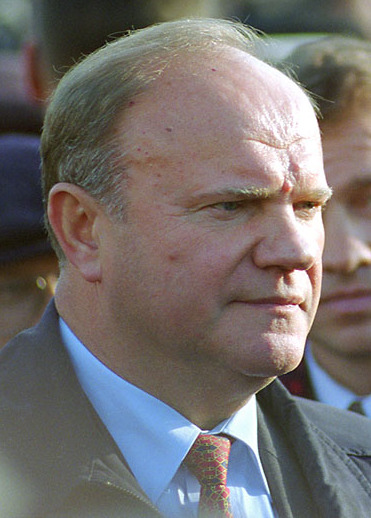
Геннадий Зюганов — лидер КПРФ, главный оппонент Ельцина на президентских выборах. 1996

К началу 1996 года Ельцин из-за неудач и ошибок экономической реформы и войны в Чечне потерял былую популярность, и его рейтинг сильно упал (до 3 %); тем не менее, он решил баллотироваться на второй срок, о чём объявил 15 февраля в Екатеринбурге (хотя ранее неоднократно заверял, что на второй срок баллотироваться не будет). Главным оппонентом Ельцина считался лидер КПРФ Геннадий Зюганов, который выступал за изменение конституционного строя, пересмотр экономической политики, резко критиковал курс Ельцина и имел достаточно высокий рейтинг.

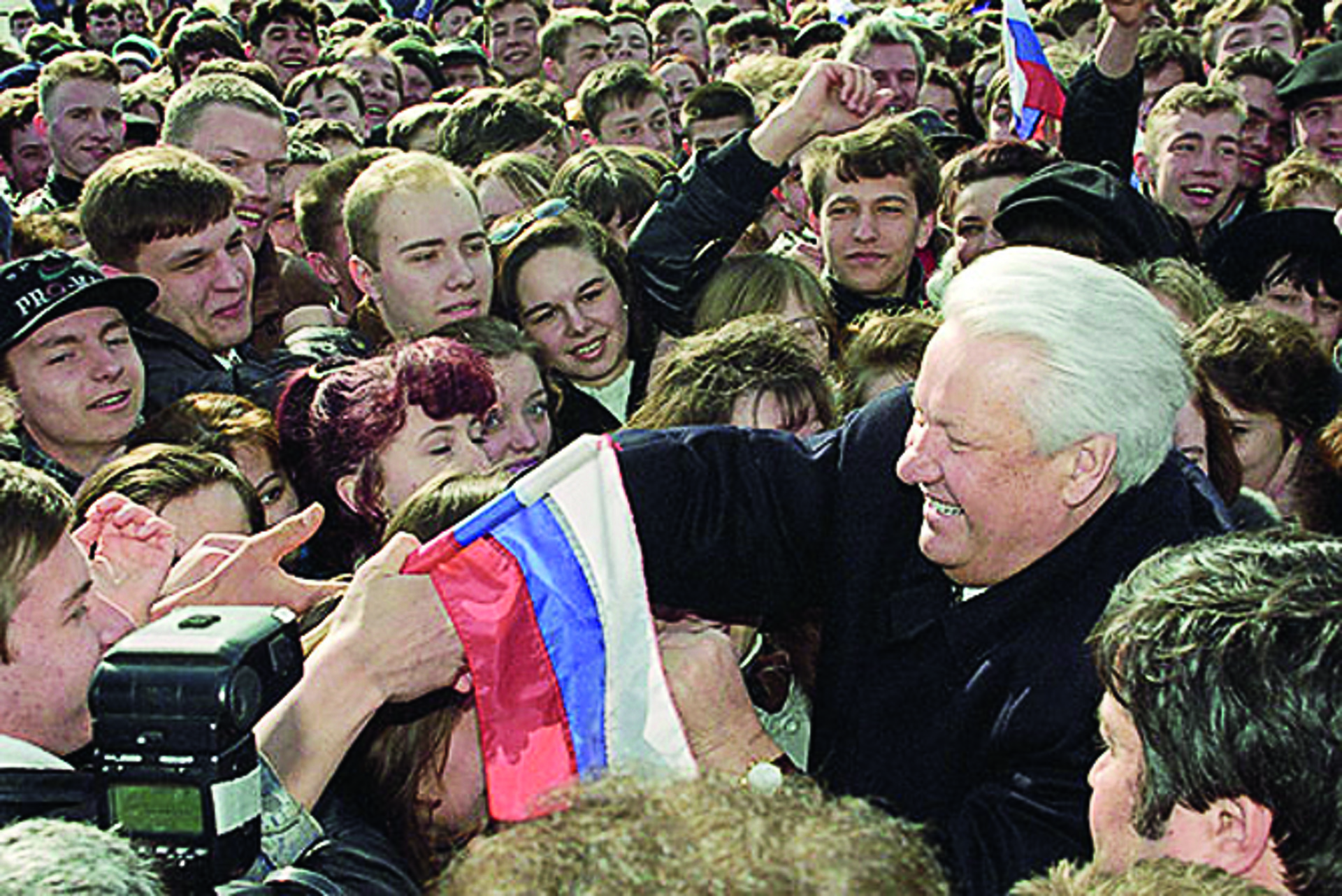
Встреча Ельцина с избирателями Белгородской области. 4 апреля 1996

В марте 1996 года, после принятия Госдумой постановления о признании недействительным беловежского соглашения в части прекращения существования СССР, по совету главы президентской службы безопасности Александра Коржакова Ельцин поручил подготовить указы о роспуске Думы, о переносе выборов президента и о запрете КПРФ. 17 марта силовики оцепили здание на Охотном ряду. Однако Анатолий Чубайс и дочь Ельцина Татьяна предупредили президента, что даже верные сторонники отвернутся от него, если он пойдет на новый госпереворот, и убедили его в том, что он сможет легитимно переизбраться на новый срок и не использовать силовой ресурс. С этой целью в предвыборной кампании Ельцина стали активно использоваться деньги олигархов, административный ресурс, пропаганда на главных телеканалах, технологии манипуляции общественным мнением, подкуп журналистов и средства бюджета на предвыборные обещания. За первые шесть месяцев 1996 года внешний долг России вырос на 4 млрд долларов, а внутренний – на 16 млрд долларов, что все связывали с тратами средств на президентскую кампанию Ельцина.

Во время избирательной кампании Ельцин активизировался, стал ездить по стране с выступлениями, посетил многие регионы, включая Чечню. Избирательный штаб Ельцина развернул активную агитационно-рекламную кампанию под лозунгом «Голосуй или проиграешь», после чего разрыв в рейтинге между Зюгановым и Ельциным стал стремительно сокращаться. Незадолго до выборов был принят ряд популистских законодательных актов (например, указ Ельцина об отмене с 2000 года призыва в Вооружённые силы Российской Федерации; вскоре этот указ был Ельциным изменён таким образом, что из него исчезли упоминания о переходе на контрактную основу, и о сроках перехода). 28 мая Ельцин и Виктор Черномырдин провели переговоры с чеченской делегацией во главе с Зелимханом Яндарбиевым и подписали соглашение о прекращении огня. Избирательная кампания привела к поляризации общества, разделению его на сторонников советского строя и сторонников существующего строя.

Результаты второго тура президентских выборов 1996 года. Серым обозначены регионы, в которых победил Ельцин.

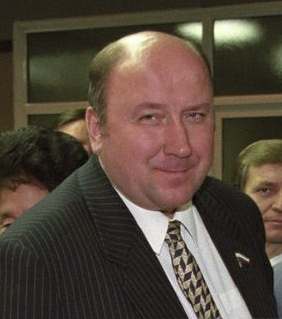
Александр Коржаков — начальник Службы безопасности Президента Ельцина

По итогам первого тура голосования 16 июня 1996 года Ельцин набрал 35,28 % голосов избирателей и вышел во второй тур выборов, опередив Зюганова, который получил 32,03 %. Александр Лебедь получил 14,52 %, а после первого тура Ельцин назначил его секретарём Совета безопасности и произвёл ряд кадровых перестановок в правительстве и силовых структурах. 20 июня 1996 года Ельцин в результате скандала из-за дела о «коробке из-под ксерокса» уволил главу президентской службы безопасности Александра Коржакова, главу ФСБ Михаила Барсукова и первого вице-премьера Олега Сосковеца.
Между первым и вторым туром голосования Ельцин был госпитализирован с инфарктом, однако этот факт скрыли от избирателей, показав по телевидению несколько заранее снятых сюжетов, призванных продемонстрировать его «высокий жизненный тонус». 3 июля Ельцин появился в санатории в Барвихе, где специально для него был организован избирательный участок. От голосования по месту жительства на Осенней улице в Москве он отказался, опасаясь, что не выдержит долгого прохода по улице, лестнице и коридору этого участка. Во втором туре 3 июля 1996 года Ельцин получил 53,82 % голосов, уверенно опередив Зюганова, который получил лишь 40,31 %.

### 1996—1999 годы
Из-за тяжёлого состояния здоровья Ельцина церемония инаугурации была сокращена с 2 часов до 16 минут, а его речь длилась всего 45 секунд. После выборов на высшие государственные должности были назначены лица, возглавлявшие и финансировавшие предвыборную кампанию Ельцина: Анатолий Чубайс стал руководителем администрации президента РФ, Владимир Потанин — первым заместителем председателя правительства РФ, Борис Березовский — заместителем секретаря Совбеза РФ. В августе 1996 года санкционировал Хасавюртовские соглашения, в октябре принял решение об освобождении А. И. Лебедя от всех должностей. 5 ноября 1996 года Ельцину была проведена операция аортокоронарного шунтирования сердца, во время которой обязанности президента исполнял В. С. Черномырдин. К работе Б. Н. Ельцин вернулся только в начале 1997 года. В связи с различными недомоганиями впоследствии он часто госпитализировался в Центральную клиническую больницу, где для Ельцина была постоянно зарезервирована палата «люкс» под номером 7. Проблемы со здоровьем ослабили его влияние, а дочь Ельцина Татьяна Дьяченко стала играть все более важную роль советника и доверенного лица президента. Она и её жених Валентин Юмашев, наладили схемы обогащения себя и близких к семье олигархов.

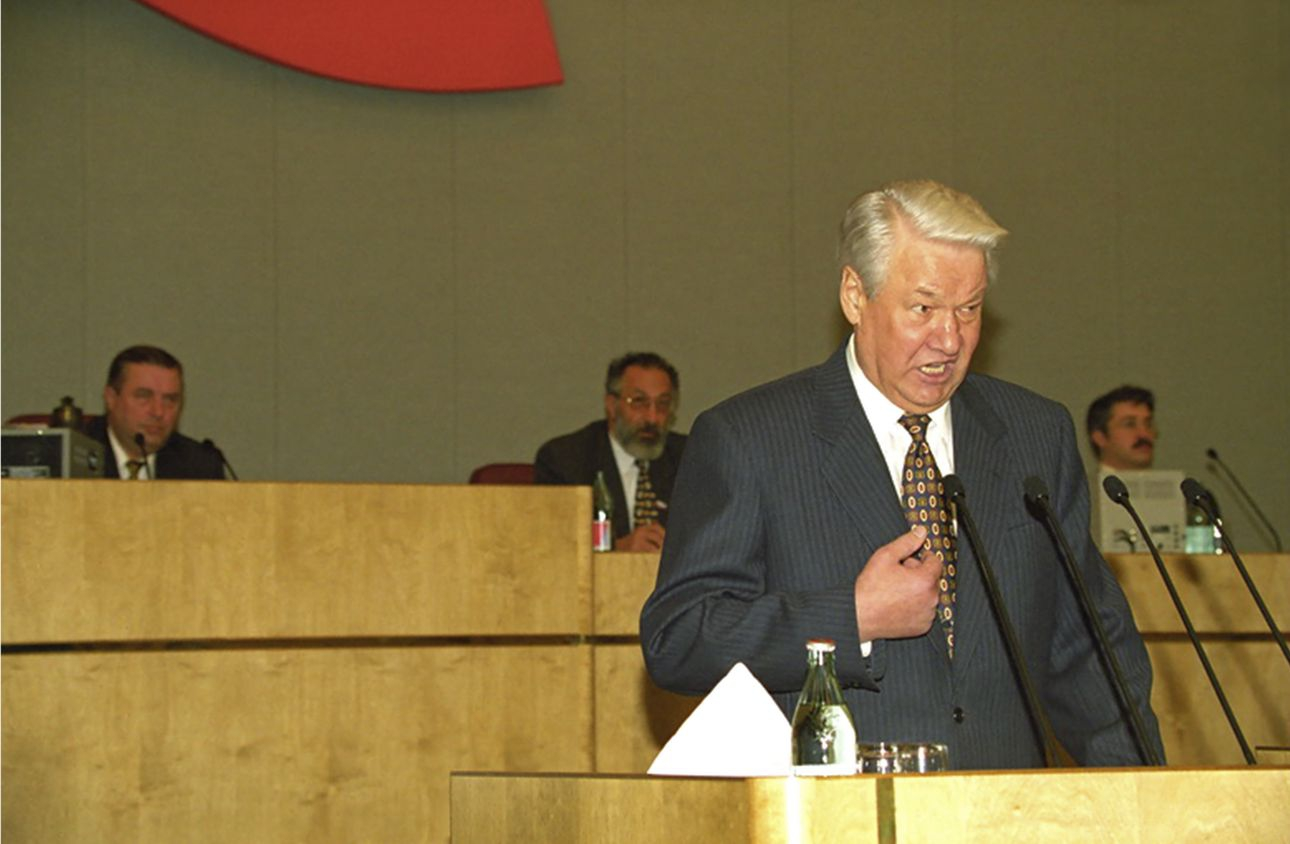
Выступление Президента России Б.Н.Ельцина в Государственной Думе. 1997

В 1997 году Б. Н. Ельцин подписал указ о деноминации рубля, провёл в Москве переговоры с А. А. Масхадовым и подписал соглашение о мире и основных принципах взаимоотношения с Чеченской Республикой.

#### Военная реформа
C 1997 по 1999 годы проводилась военная реформа, начало которой было положено президентским указом № 722 «О переходе к комплектованию должностей рядового и сержантского состава ВС и других войск РФ на профессиональной основе». Реформа была вызвана необходимостью значительного сокращения численности Вооружённых cил, чтобы сэкономленные средства использовать для повышения их качественных характеристик. 22 мая 1997 года на пост министра обороны назначен генерал И. Д. Сергеев, начальником Генштаба А. В. Квашнин, которым и предстояло провести реформу. В том же году ряд консервативно настроенных военных, в том числе бывший министр обороны Игорь Родионов и генерал Лев Рохлин, ушли в радикальную оппозицию к Ельцину, обвинив его в умышленном развале Вооружённых cил России. По ряду свидетельств, Рохлин собирал военных для организации восстания против президента и вынашивал планы вооружённого «похода на Кремль». В июле 1997 года президент России Борис Ельцин жестко высказался об оппозиционной деятельности генарала: «Рохлиных мы сметем с их антиконструктивными действиями. Таких помощников нам не надо». В июле 1998 года Рохлин был найден убитым на собственной даче. По официальной версии, в спящего Рохлина стреляла его жена.

#### Экономический кризис

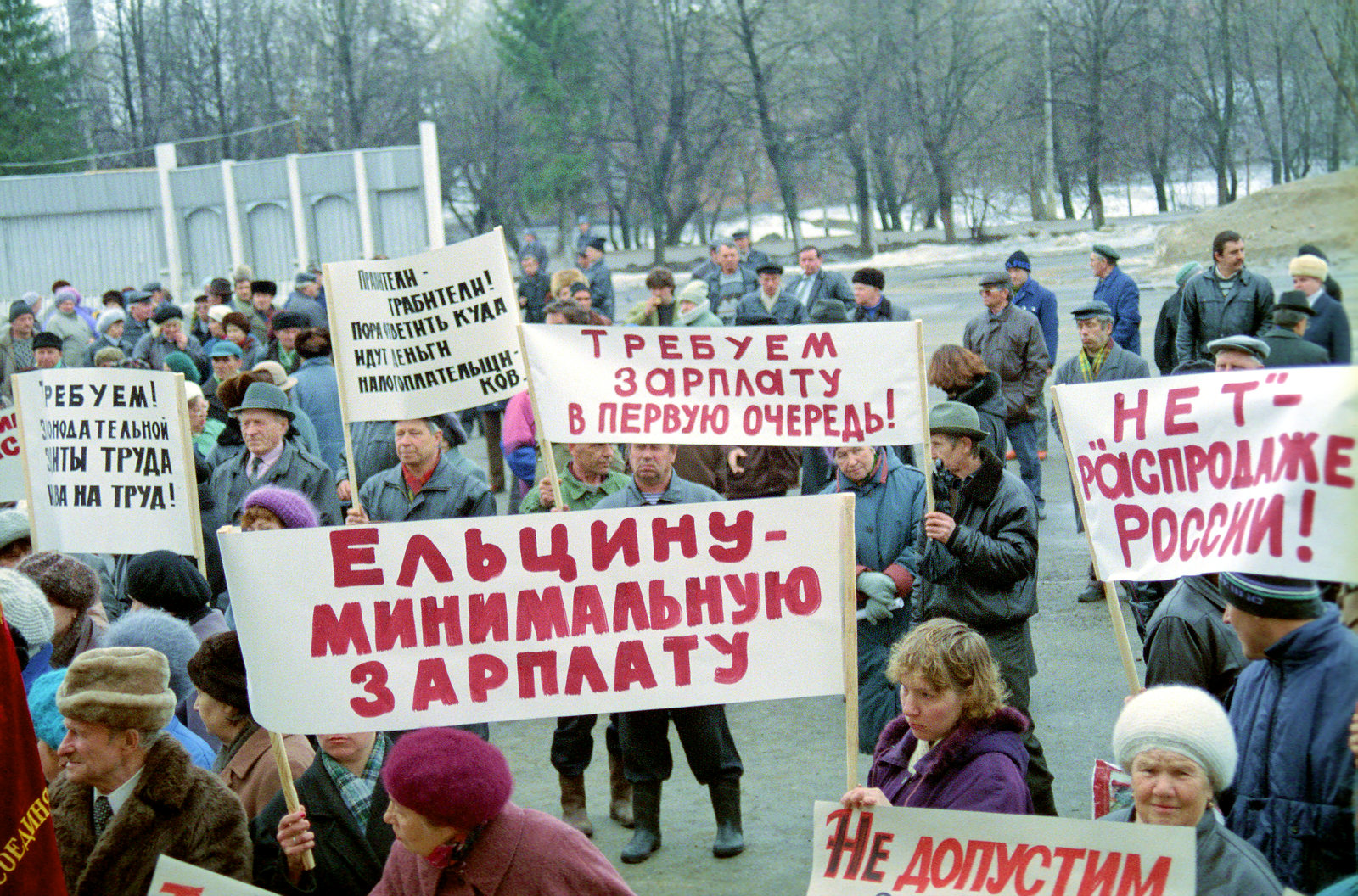
Митинг в рамках Всероссийской акции профсоюзов «За полную выплату заработной платы» в Переславле-Залесском. 9 апреля 1998

С начала 1998 года на фоне экономического кризиса по всей России происходили массовые забастовки из-за невыплат пенсий и зарплат: в апреле в Екатеринбурге ОМОН жестоко подавил массовый протест студентов, выступавших против повышения плат за общежития и уменьшения стипендий, в июле ветеран чеченской войны майор Игорь Беляев вывел на центральную площадь поселка Новосмолино танк, протестуя против невыплаты жалованья. Также происходило массовое блокирование железных дорог шахтёрами с требованиями выплат заработной платы и отставки президента Бориса Ельцина и его правительства. В марте 1998 года Ельцин объявил об отставке правительства Черномырдина и с третьей попытки, под угрозой роспуска Государственной Думы, провёл кандидатуру С. В. Кириенко. 17 августа 1998 после обвала рынка ГКО произошёл дефолт, когда, через два дня после решительного заявления Ельцина по телевидению о том, что девальвации рубля не будет «твёрдо и чётко», рубль был девальвирован и обесценился в 4 раза. Ельцин отправил в отставку правительство Кириенко и предложил вернуть Черномырдина. 21 августа 1998 года на заседании Госдумы большинство депутатов (248 из 450) призвали Ельцина добровольно уйти в отставку, в его поддержку выступили лишь 32 депутата. C 24 августа 1998 года В. С. Черномырдин повторно исполнял обязанности председателя Правительства, но дважды не был утверждён Государственной думой. В сентябре 1998 года с согласия Государственной Думы Борис Ельцин назначил Е. М. Примакова на должность председателя правительства.
Осенью 1998 года глава администрации президента Валентин Юмашев в связи с проблемами со здоровьем Ельцина и его непопулярности в обществе объявил об «особом порядке работы президента», что, по мнению СМИ, означало добровольный отказ главы государства от активного участия в политическом процессе и породило множество слухов о скорой отставке Бориса Ельцина.

#### Кризис власти 1999 года

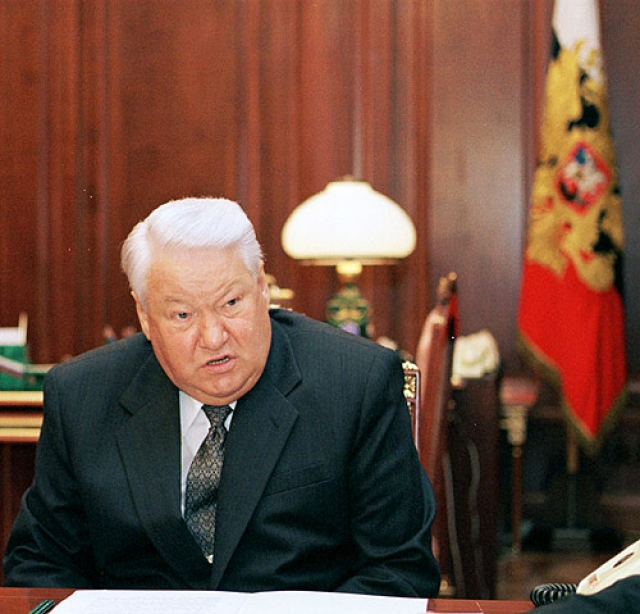
Борис Ельцин. 13 сентября 1999

Дефолт 1998 года продемонстрировал несостоятельность созданной Ельциным экономической системы и дискредитировал как «олигархов», так и «радикальных реформаторов». Поэтому назначение Примакова  главой Правительства воспринималось обществом как возращение Ельцина к акценту на «стабильности». В течение полугода Правительству Примакова удалось снизить государственные расходы и бюджетный дефицит, ликвидировать задолженность федеральной власти по зарплате бюджетникам и выплате пенсий пенсионерам. Это вызвало рост рейтинга Примакова и поддержку со стороны левых партий, которые составляли тогда большинство в Госдуме.

В 1999 году разгорелся один из самых громких коррупционных скандалов современной России, связанный с расследованим против строительной фирмы Mabetex Engineering. По версии следствия, её дочерняя компания Mercata давала взятки российским чиновникам за получение господрядов, в том числе заплатила действующему управляющему делами президента Павлу Бородину $25,6 млн за контракт по реконструкции Московского Кремля. Уголовное дело в России было открыто в октябре 1998 и затронуло не только Павла Бородина, но и семью президента Бориса Ельцина: супругу Наину Ельцину и его дочь Татьяну Дьяченко. В иностранной прессе утверждалось, что фирмой Mabetex в Швейцарии были открыты счета на имена Бориса Ельцина и двух его дочерей. По указу президента Бориса Ельцина генеральный прокурор Юрий Скуратов, возбудивший дело, был отстранён от должности 2 апреля 1999 года.

В мае 1999 года Государственная Дума по инициативе фракции КПРФ рассматривала вопрос об отрешении Ельцина от должности президента на основании пяти обвинений: развал СССР, разгон Съезда народных депутатов и Верховного Совета в 1993 году, развязывание войны в Чечне, развал армии и геноцид российского народа. По Конституции РФ для отрешения от должности президента России депутатам Госдумы необходимо было набрать не менее двух третей голосов, а после этого решение должно быть одобрено Советом Федерации РФ. Однако ни по одному обвинению депутатам не удалось набрать 300 голосов, требуемых для принятия решения Госдумой о начале процедуры импичмента. Перед голосованием по импичменту Ельцин отправил в отставку правительство Примакова, затем с согласия Государственной Думы назначил С. В. Степашина председателем правительства, однако в августе отправил в отставку и его, представив на утверждение кандидатуру В. В. Путина, мало известного в то время, и объявил его своим преемником. 

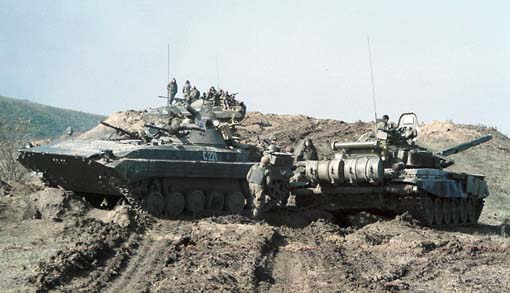
Российская бронетехника на пути к Грозному. Чечня, ноябрь 1999 года

После обострения ситуации в Чечне, нападения на Дагестан, взрывов жилых домов в Москве, Буйнакске и Волгодонске Б. Н. Ельцин по предложению В. В. Путина принял решение о проведении в Чечне серии контртеррористических операций. Осенью 1999 года здоровье Ельцина стало все больше ухудшаться: в октябре он был госпитализирован с гриппом и лихорадкой, а в ноябре — с пневмонией, всего через несколько дней после лечения от бронхита.  

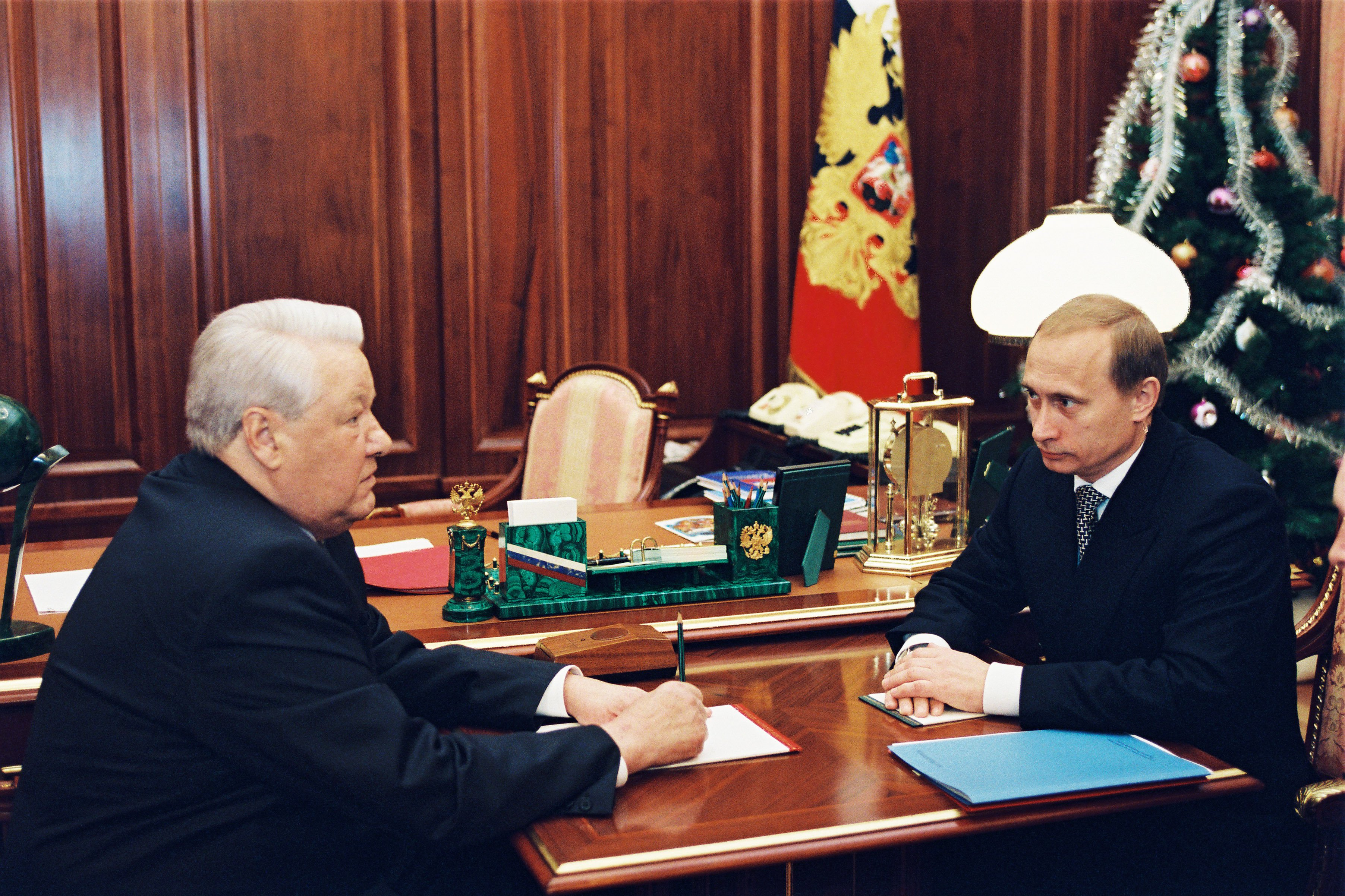
Борис Ельцин и Владимир Путин. 1999

После отставки Примаков вместе с мэром Москвы Юрием Лужковым и рядом губернаторов «тяжеловесов», таких как Минтимер Шаймиев и Муртаза Рахимов, создали оппозиционный Ельцину избирательный блок «Отечество — Вся Россия». В ответ была создана провластная партия «Единство» («Медведь») с лозунгом: «Честных людей – в Думу!». В качестве лидера был выдвинут глава МЧС Сергей Шойгу, опорой стали до половины губернаторов. В декабре 1999 года на выборах в Госдуму партия «Единство» получила 23,5% голосов против 13,3% голосов у блока «Отечество — Вся Россия». Примаков и Лужков теряли политические перспективы.
Популярность Путина возросла, и в конце 1999 года Ельцин принял решение об отставке, оставив Путина исполняющим обязанности главы государства. 31 декабря 1999 года Борис Ельцин в своём новогоднем обращении объявил о досрочном уходе в отставку, и назначении на пост исполняющего обязанности президента премьер-министра Владимира Путина. В. В. Путин в тот же день подписал указ, гарантирующий Ельцину защиту от судебного преследования, а также значительные материальные льготы ему и его семье. Путин победил на досрочных президентских выборах в марте 2000 года.

#### Отставка
31 декабря 1999 в 12 часов дня по московскому времени (что было повторено по основным телеканалам за несколько минут до полуночи, перед новогодним телеобращением) Б. Н. Ельцин объявил об отставке с поста президента Российской Федерации:

Дорогие друзья! Дорогие мои! Сегодня я в последний раз обращаюсь к вам с новогодним приветствием. Но это не все. Сегодня я в последний раз обращаюсь к вам как президент России.
Я принял решение. Долго и мучительно над ним размышлял. Сегодня, в последний день уходящего века, я ухожу в отставку.

Ельцин пояснил, что уходит «не по состоянию здоровья, а по совокупности всех проблем», и попросил прощения у граждан России. «Дочитав последнюю фразу, он ещё несколько минут сидел неподвижно, и по лицу его лились слёзы», — вспоминает телеоператор А. Макаров.
Исполняющим обязанности президента был назначен председатель Правительства В. В. Путин, который сразу же после заявления Б. Н. Ельцина о собственной отставке обратился с новогодним обращением к гражданам России. В. В. Путин в тот же день подписал указ, гарантирующий Ельцину защиту от судебного преследования, а также значительные материальные льготы ему и его семье. Впоследствии указ был отменён в пользу принятия соответствующего Федерального Закона.

## Внешняя политика

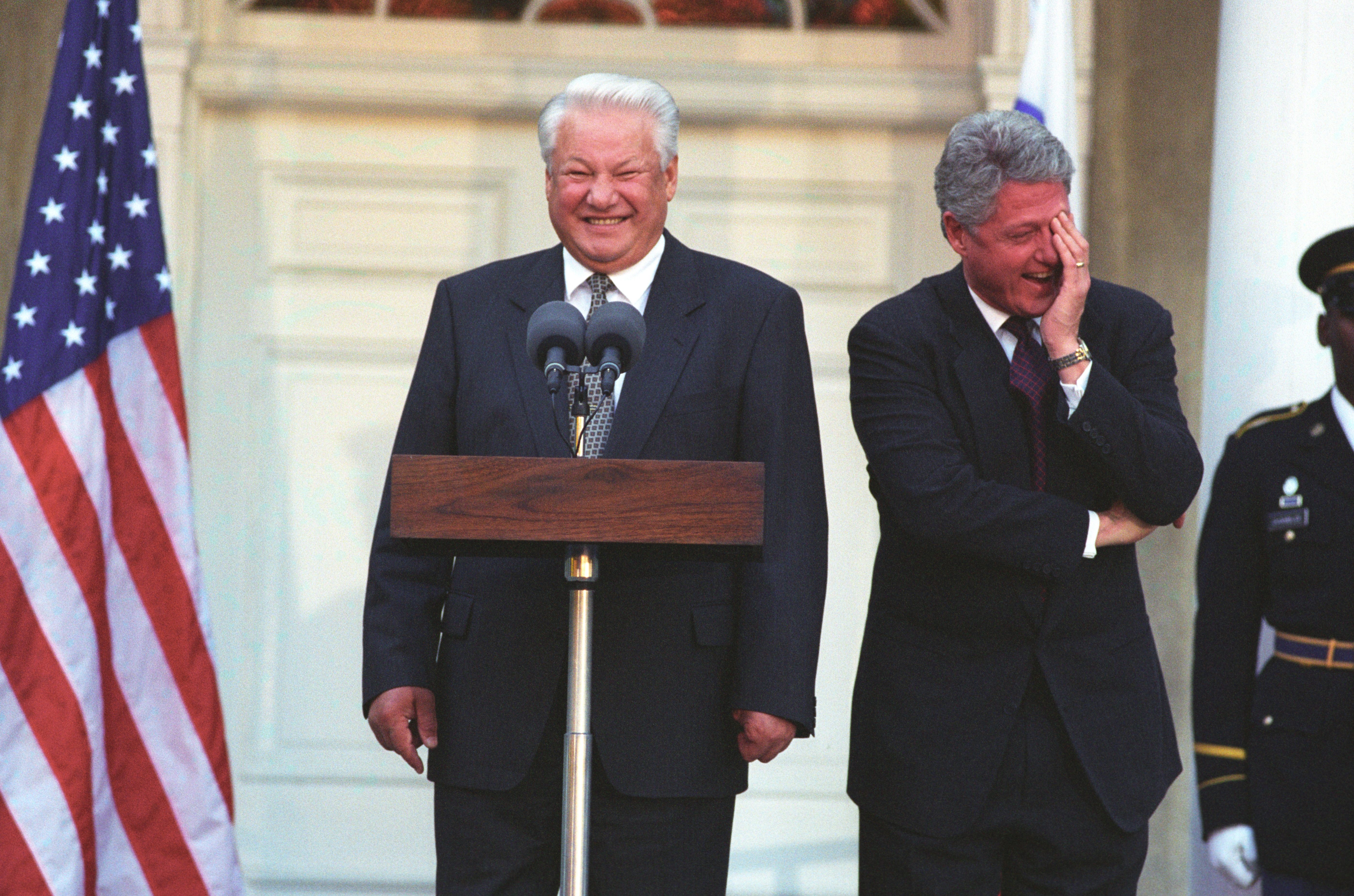
Борис Ельцин и Билл Клинтон. 1995

Внешняя политика Ельцина имела целью признание России как суверенного государства и была направлена, с одной стороны, на налаживание отношений со странами Запада и преодоление последствий холодной войны, с другой стороны — на построение новых отношений с бывшими советскими республиками, большинство из которых стали участниками СНГ.

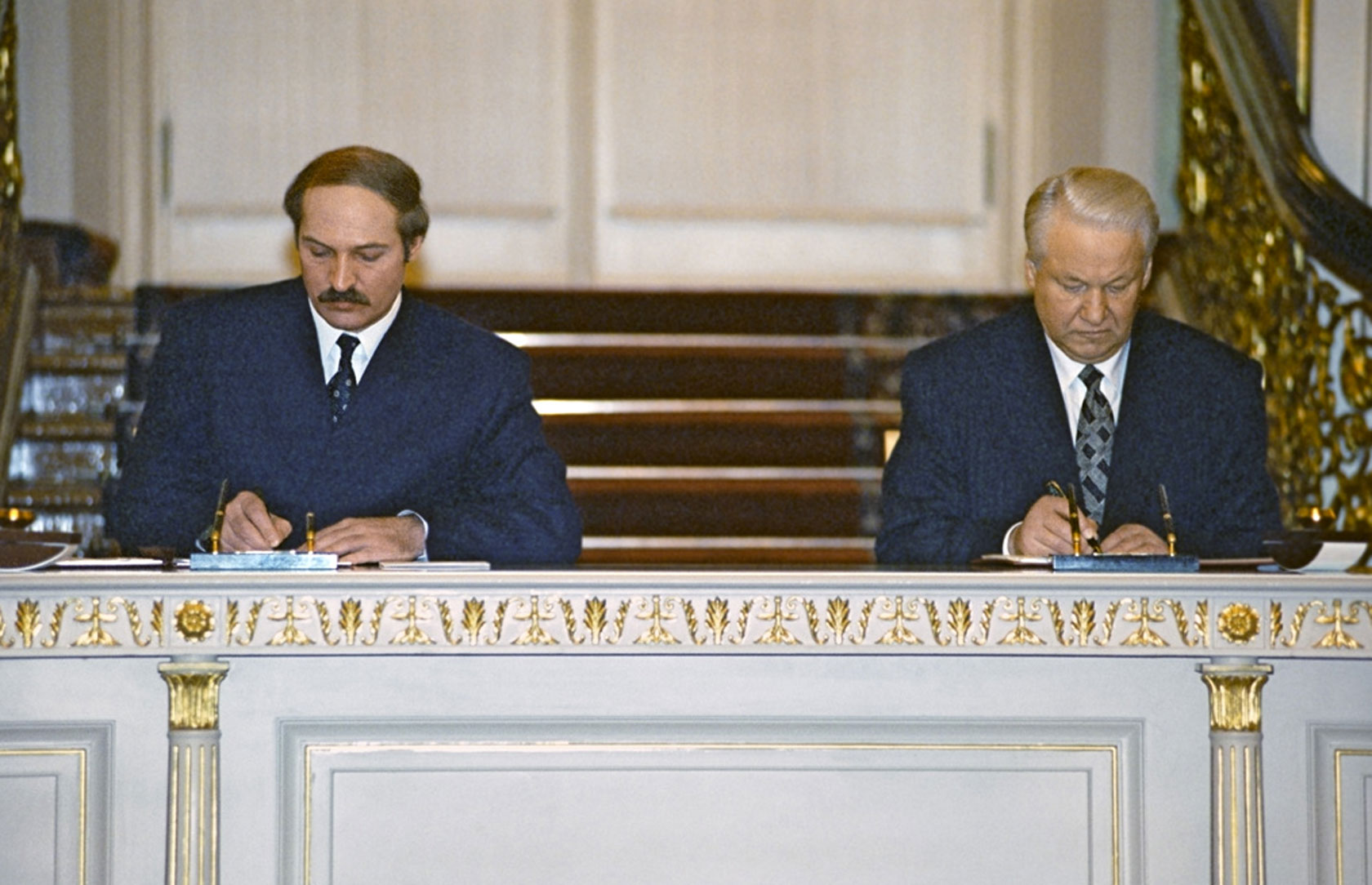
Президент РФ Борис Ельцин и президент Белоруссии Александр Лукашенко во время подписания договора об образовании Союза России и Белоруссии. 1997

24 декабря 1993 года Ельцин был избран председателем Совета глав государств СНГ. Встречи на высшем уровне глав государств СНГ проводились несколько раз в год. В марте 1996 года вместе с президентом Белоруссии Александром Лукашенко, президентом Казахстана Нурсултаном Назарбаевым и президентом Кыргызстана Аскаром Акаевым Ельцин заключил договор об углублении экономической и гуманитарной интеграции, а в апреле 1996 года — договор о союзе России и Белоруссии. Это объединение несколько раз меняло название и статус, но до сих пор полностью не реализовано и существует скорее «на бумаге». В последние годы правления Ельцин выступал за создание единого экономического пространства.

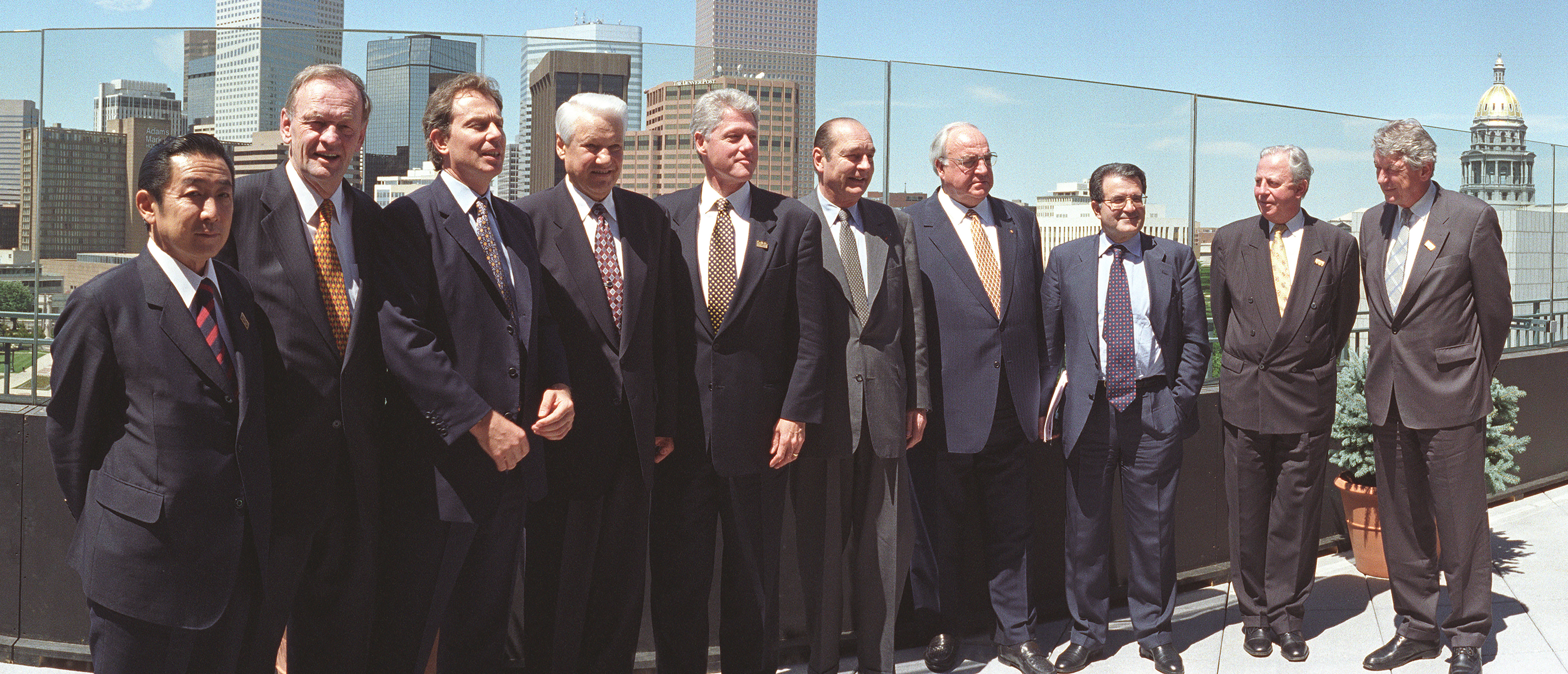
Борис Ельцин (четвёртый слева) с лидерами стран Большой восьмёрки. 1997

В конце января 1992 года Ельцин выступил с инициативами по разоружению и заявил, что отныне оружие бывшего СССР не будет нацелено на города США. 3 января 1993 года межу Российской Федерацией и США был подписан договор СНВ-II, запрещавший использование баллистических ракет с разделяющимися головными частями. Хотя договор был ратифицирован США, Государственная Дума сочла его невыгодным, и он так и не вступил в силу.
В 1993 году, находясь с визитом в Польше, Ельцин подписал польско-российскую декларацию, в которой он «с пониманием» отнёсся к решению Польши вступить в НАТО. В декларации говорилось, что такое решение не противоречит интересам России. Подобные заявления Ельцин сделал в отношении Словакии и Чехии.
Строуб Тэлбот, первый заместитель Государственного секретаря СШАв 1994—2001 годах, непосредственный участник переговоров, в своих мемуарах указывал на то, что в своей внешней политике «Ельцин соглашался на любые уступки, главное — успеть между стаканами…». Именно страстью Бориса Ельцина к спиртному и объясняется успех Билла Клинтона в достижении своих политических целей. Вот что об этом пишет в своей книге Тэлбот:

Клинтон видел в Ельцине политического лидера, полностью сосредоточенного на одной крупной задаче, — вогнать кол в сердце старой советской системы. Поддержать Ельцина так, чтобы он преуспел в решении этой задачи, было, в глазах Клинтона (и моих собственных) важнейшей целью, оправдывавшей необходимость смириться со многими куда менее благородными, а порой и просто глупыми вещами. Кроме того, дружба Клинтона и Ельцина сделала возможным для Соединённых Штатов достижение конкретных, трудных целей, которые не могли быть достигнуты через какие-либо другие каналы: ликвидация ядерного оружия на Украине, вывод российских войск из Балтии, получение согласия России на расширение НАТО, вовлечение России в миротворческую миссию на Балканах.
Известными внешнеполитическими шагами Ельцина были также:
- вывод российских войск из Германии;
- выступал против бомбёжки Югославии, грозился «перенаправить» российские ракеты на США.

### Норвежский ракетный инцидент

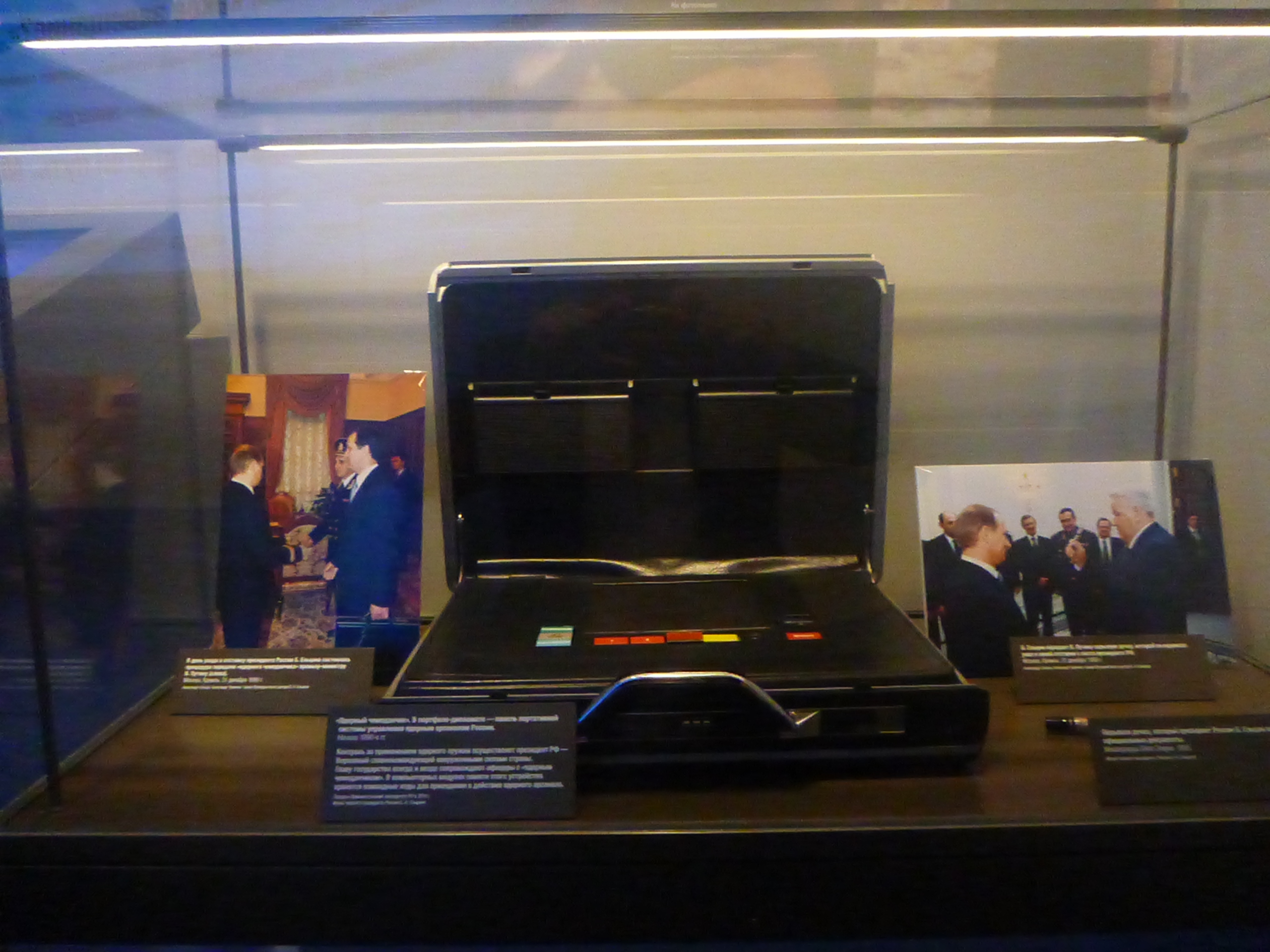
«Ядерный чемоданчик» в экспозиции музея Ельцин-центра

25 января 1995 года норвежско-американской командой учёных с острова у побережья Норвегии для изучения полярных сияний была запущена четырёхступенчатая исследовательская ракета Black Brant XII, о запуске которой норвежские власти заранее сообщали России по дипломатическим каналам. Ракета была распознана российской системой предупреждения о ракетном нападении (СПРН), чей персонал по неизвестным причинам не получил уведомления о полёте ракеты. Из опасения, что обнаруженный запуск является началом внезапной ядерной атаки, Ракетные войска стратегического назначения РФ были приведены в боевую готовность. Для этого Борис Ельцин впервые за время пребывания в должности президента воспользовался «ядерным чемоданчиком». В течение нескольких минут, по мере выхода ракеты на баллистическую траекторию, средства СПРН позволили установить, что ракета удаляется от российской территории и не представляет угрозы. После инцидента западные политики и многие СМИ расценили реакцию России на мирный ракетный запуск, предупреждение о котором было сделано заранее, как чрезмерную и «параноидальную», а ракетный инцидент посчитали наиболее опасным со времён Карибского кризиса. Высказывались сомнения в качестве российских межведомственных коммуникаций и в достоверности сведений, доводимых российскими военными до правительства и президента.

## Правительства Ельцина
1. Первое правительство Силаева
2. Второе правительство Силаева
3. Правительство Ельцина — Гайдара
4. Первое правительство Черномырдина
5. Второе правительство Черномырдина
6. Правительство Кириенко
7. Правительство Примакова
8. Правительство Степашина
9. Первое правительство Путина

### Вице-президент
- Руцкой, Александр Владимирович — с июля 1991 года по декабрь 1993 года (фактически освобождён указом Ельцина 3 октября 1993 года[193])

### Главы правительств
- Силаев, Иван Степанович — c июня 1990 по сентябрь 1991 года
- Лобов, Олег Иванович — фактически и. о. председателя с сентября по ноябрь 1991 года
- с 6 ноября 1991 года по 15 июня 1992 года Ельцин сам возглавлял правительство
- Гайдар, Егор Тимурович — и. о. председателя с июня по декабрь 1992 года
- Черномырдин, Виктор Степанович — с декабря 1992 года по март 1998 года
- Кириенко, Сергей Владиленович — с апреля по август 1998 года
- Черномырдин, Виктор Степанович — и. о. председателя с августа по сентябрь 1998 года
- Примаков, Евгений Максимович — с сентября 1998 года по апрель 1999 года
- Степашин, Сергей Вадимович — с мая по август 1999 года
- Путин, Владимир Владимирович — с августа 1999 года по май 2000 года

## Оценки итогов правления Ельцина
Мнения об итогах правления Бориса Ельцина варьируются от крайне положительных до крайне отрицательных.
- Российский политолог Лилия Шевцова в своей книге «Режим Бориса Ельцина» написала, что во время правления Ельцина «российская элита фактически отказалась от продолжения демократизации, избрав модель административно-авторитарного устройства — президентскую „вертикаль“[194]. Также в другой своей книге „Одинокая держава: Почему Россия не стала Западом и почему России трудно с Западом“ Шевцова написала следующее: „1993 год был годом принятия ельцинской конституции, которая создала каркас новой персоналистской власти. 1996 год запомнится победой Ельцина на контролируемых выборах, послуживших зародышем имитационной демократии“[195].
- В 2010 году декан факультета прикладной политологии Высшей школы экономики Марк Урнов заявил, что при Ельцине в стране развивалась политическая и экономическая конкуренция, формировались свободная пресса и гражданское общество. Он отметил, что без решительных мер, проводимых Ельциным, было бы невозможно спасти страну от голода ввиду тяжёлой экономической обстановки, в которой находилась Россия в момент прихода Ельцина к власти. Также он заявил, что в историю страны правление Ельцина войдёт со знаком „плюс“»[196].
- В 2021 году журналист Олег Кашин так описал главные итоги правления Ельцина: «Узурпировав власть в едва ли не самой свободной стране мира (свободнее, чем СССР 1991 года — только нынешнее Сомали), Ельцин с нуля создал систему власти и политическую культуру постсоветской России. Лишённый каких бы то ни было комплексов, морали (и, очевидно, веры в Бога), он сумел выстроить отношения государства с обществом так, чтобы окно возможностей для его оппонентов было ограничено с радикальной стороны 1993 годом, а с умеренной — 1996-м, то есть из каждого политического кризиса выходов может быть только два — либо вы делаете вид, что признаёте честную победу власти, либо в вас будут стрелять…Свобода слова, свободные выборы, парламентаризм, демонтаж монополии КПСС, свободный выезд из страны, даже частный бизнес — наследие Горбачёва, многими до сих пор приписываемое Ельцину, и понятно почему. Без этого наследия слишком будет бросаться в глаза, что на самом деле оставил нам Ельцин, реальный основатель Российской Федерации и реальный основатель той системы, которую незаслуженно называют путинской»[197].